# Architettura neoclassica in Toscana

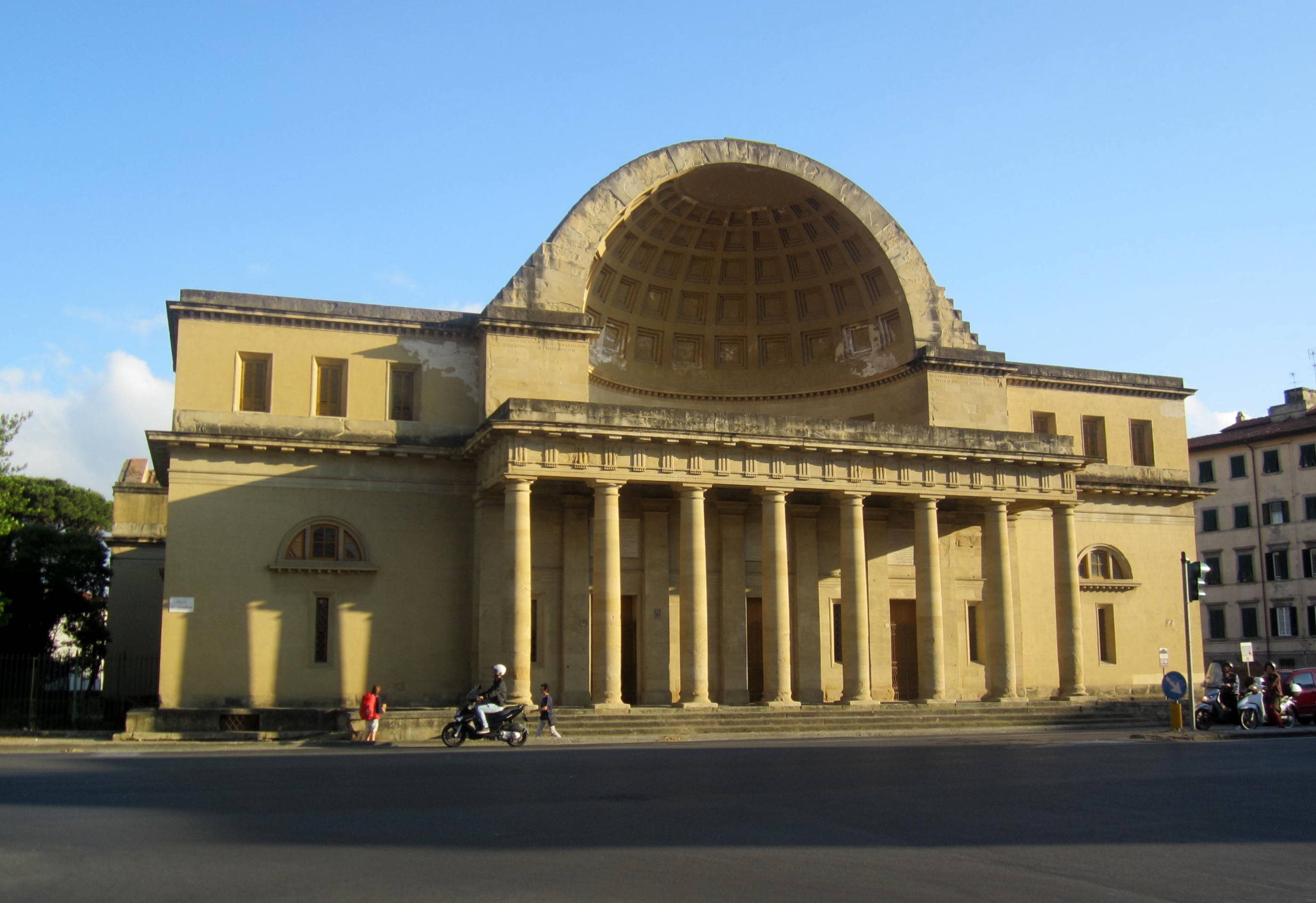
Pasquale Poccianti, Cisternone, Livorno

L'architettura neoclassica in Toscana si affermò tra la seconda metà del Settecento e la prima metà dell'Ottocento all'interno di un quadro storico-politico sostanzialmente allineato a quello che interessò il resto della penisola italiana, sviluppando tuttavia caratteri originali.
Infatti, a differenza di altre regioni, dove negli anni del rinnovamento giunsero spesso architetti da fuori, l'Accademia di belle arti di Firenze formò direttamente i protagonisti di una stagione particolarmente vivace, soprattutto nell'ambito del Granducato di Toscana.

## Contesto storico

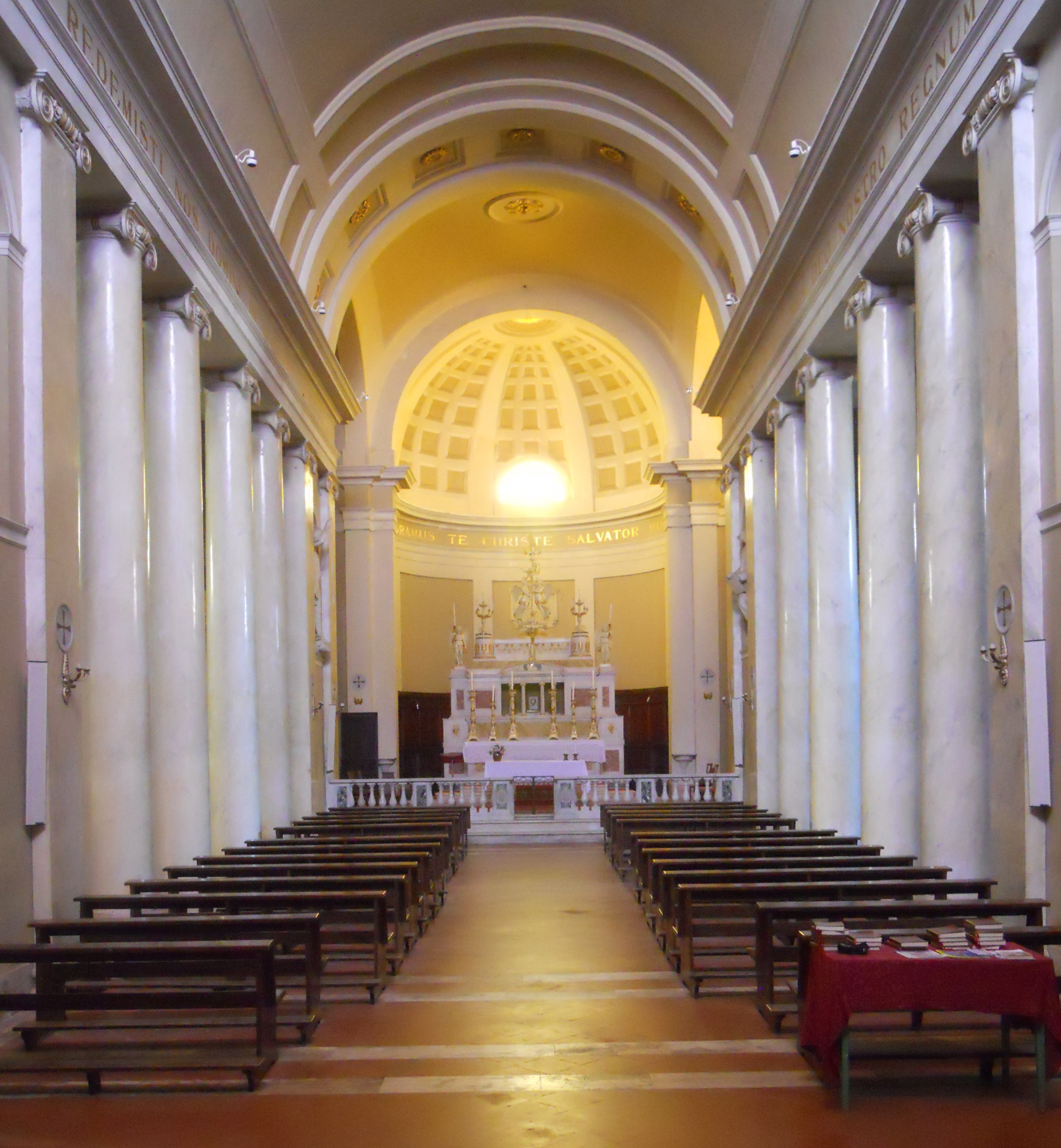
Agostino Fantastici, Duomo di Montalcino, interno

Nella prima metà del Settecento la Toscana era in buona parte amministrata dal granducato controllato dagli Asburgo-Lorena, e aveva come capitale Firenze.
Esistevano poi una serie di entità minori: la Repubblica di Lucca, che comprendeva l'omonima città e i territori limitrofi; il Principato di Piombino, che si estendeva sulla Val di Cornia e su parte dell'Isola d'Elba; lo Stato dei Presidi che includeva essenzialmente la zona di Orbetello e dipendeva politicamente dal Regno di Napoli; infine, il Ducato di Massa e Carrara, che governava un piccolo territorio affacciato sul mare nella zona settentrionale della regione.
Con l'occupazione francese, al granducato subentrò il Regno di Etruria (1801-1807), di cui entrò a far parte anche lo Stato dei Presidi; Piombino e Lucca si unirono in un unico principato, a cui fu assegnato, nel 1806, anche il Ducato di Massa e Carrara.
Nel dicembre 1807 il Regno d'Etruria venne soppresso e il granducato, di fatto ancora controllato dall'impero francese, fu suddiviso in tre dipartimenti territoriali denominati "del Mediterraneo", "dell'Ombrone" e "dell'Arno", con capoluoghi rispettivamente Livorno, Siena e Firenze.
Al Congresso di Vienna, con la Restaurazione, il granducato ottenne alcuni ritocchi del territorio, con l'annessione del Principato di Piombino, dello Stato dei Presidi e di alcuni feudi minori; nel 1847 fu incluso anche il Ducato di Lucca.
Nel 1860, con un plebiscito, il Granducato di Toscana fu annesso nel Regno di Sardegna, entrando poi a far parte del Regno d'Italia.

## Caratteri generali
Le vicende che interessarono la Toscana possono essere sostanzialmente distinte in una fase prerivoluzionaria o comunque settecentesca, in una fase rivoluzionaria coincidente con l'occupazione francese, e in una terza fase, quella della Restaurazione, che precedette l'annessione al Regno d'Italia.
Dal punto di vista architettonico, la prima fase fu essenzialmente di reazione al Rococò; il clima culturale instaurato dagli Asburgo Lorena favorì la trasposizione dell'Illuminismo in architettura, affermando dei principi più aderenti al funzionalismo, con un nuovo ideale estetico basato sul ricorso a semplici forme geometriche e sul rifiuto di una eccessiva ostentazione.
Nella seconda fase l'apparato formale risentì dell'influenza napoleonica, con una maggiore derivazione dall'arte classica greca e romana.
Durante il terzo periodo le manifestazioni artistiche furono filtrate attraverso la tradizione locale, soprattutto quella rinascimentale, allontanandosi così dai presupposti storici che le avevano viste sorgere; il Neoclassicismo, da simbolo di emancipazione del pensiero e di libertà culturale, si affermò invece come codice stilistico adattabile al ritorno dell'Ancien Régime, in quello che la critica ha definito "Neoclassicismo Romantico".
Con l'annessione dei territori toscani al Regno d'Italia, nella seconda metà dell'Ottocento, il Neoclassicismo si aprì ad una varietà di ricerche che portarono al disgregarsi del concetto di stile, aprendo quindi la strada all'eclettismo.

## Il periodo della Reggenza (1739-1765)

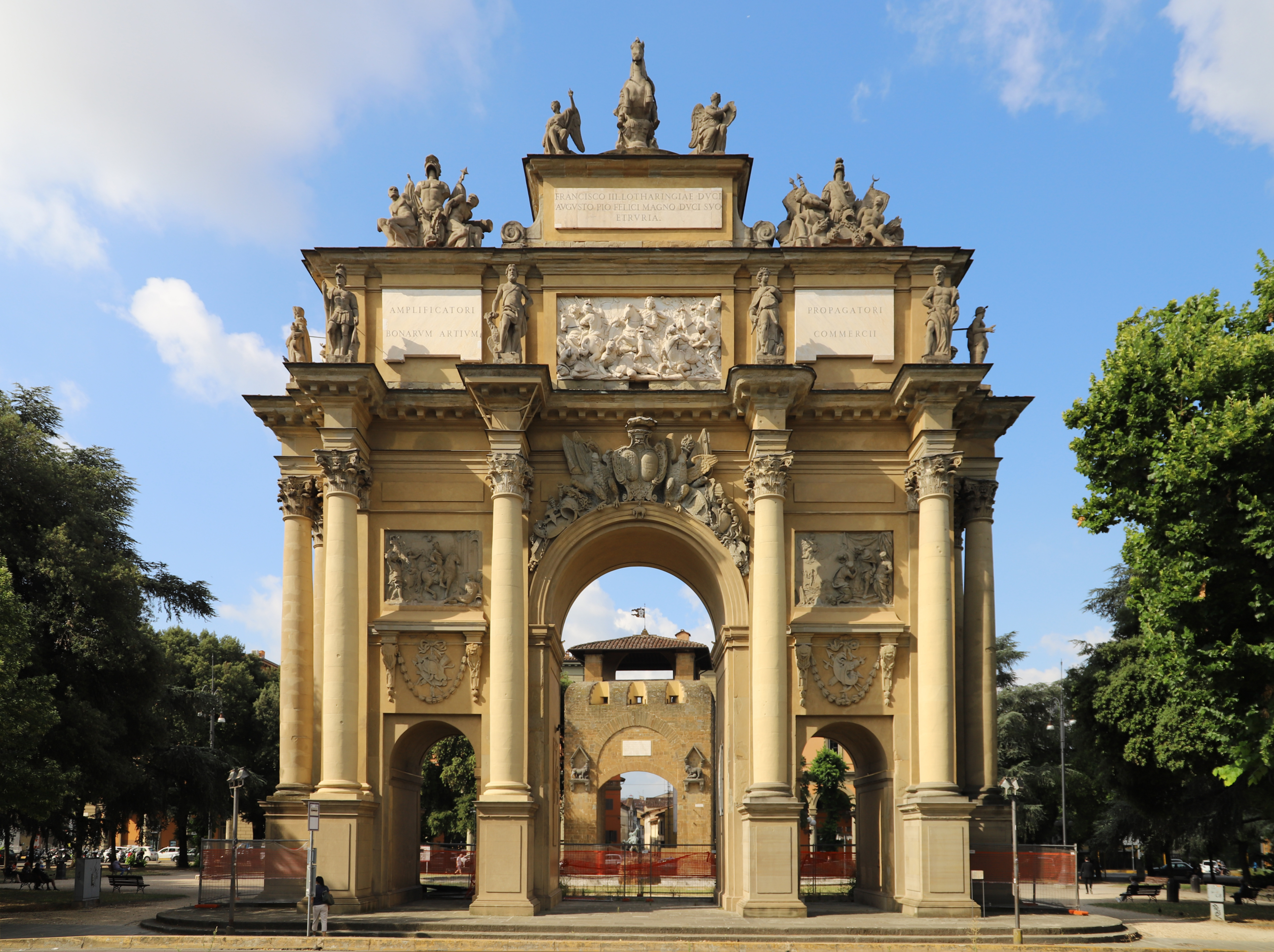
Jean-Nicolas Jadot, Arco di Trionfo, Firenze

Nel gennaio del 1739 il granduca Francesco Stefano fece il suo ingresso a Firenze attraverso l'arco trionfale eretto da Jean-Nicolas Jadot fuori dalla Porta San Gallo, prendendo formalmente possesso del Granducato di Toscana dopo la morte di Gian Gastone de' Medici e la successiva reggenza di Marc de Beauvau, principe di Craon.
Contrariamente alla tradizione dell'epoca, l'arco non era un'opera effimera in legno, tela e gesso, bensì costituiva una struttura in pianta stabile, che riprendeva un tema dell'arte romana di particolare significato simbolico, inaugurando la diffusione di tale tipologia nell'epoca neoclassica.
L'arco progettato da Jadot, anteposto alle antiche mura medievali di Firenze, prefigurava pertanto il rinnovamento che, di lì a poco, avrebbe interessato l'architettura del Granducato di Toscana.
L'età della reggenza costituì infatti la preparazione e la piattaforma della successiva azione riformatrice che il granduca Pietro Leopoldo promuoverà dopo la morte del padre Francesco, avvenuta nel 1765.
Pur con diversi limiti e non senza difficoltà, il primo periodo del granducato lorenese fu caratterizzato dalla realizzazione di un piano globale finalizzato alla conoscenza del territorio e al migliore sfruttamento delle risorse naturali: in questo contesto si inseriscono, ad esempio, il motuproprio per la protezione della società di botanica (1739), la fondazione dell'Accademia dei Georgofili (1753), l'incarico affidato a Odoardo Warren di disegnare le piante delle città del granducato, la redazione di una carta topografica generale della Toscana commissionata a Leonardo Ximenes, la stesura di una relazione sulla storia naturale dei paesi del granducato pubblicata da Giovanni Targioni Tozzetti tra il 1751 e il 1754, la ristrutturazione delle terme di San Giuliano e i lavori per il canale imperiale del lago di Bientina.
La Reggenza favorì inoltre lo sviluppo di servizi culturali, sia nella capitale che nei centri minori del granducato, con l'apertura e il rinnovamento di una serie di biblioteche e di spazi teatrali, da Pontremoli a Siena, da Prato a Pisa, passando per la ricostruzione in muratura della sala del teatro della Pergola di Firenze.

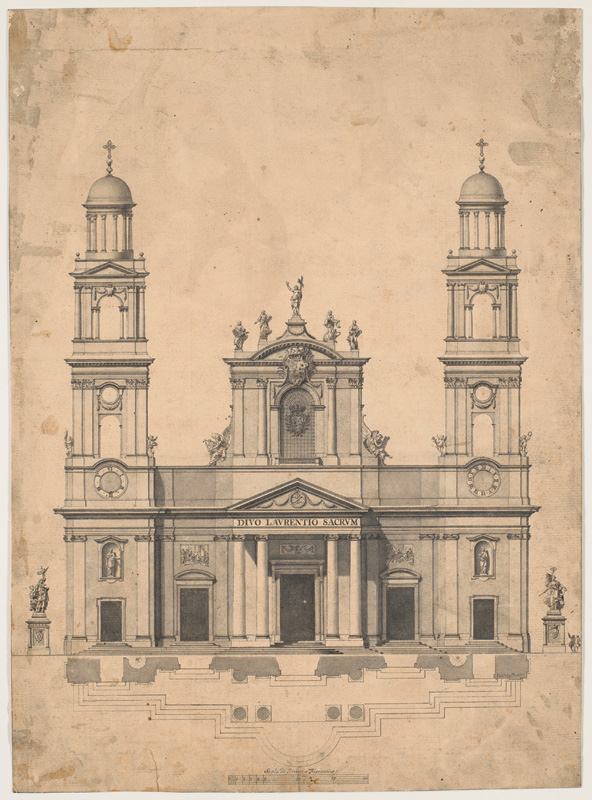
Carl Marcus Tuscher, progetto per la facciata della basilica di San Lorenzo, in Firenze

In generale, questo periodo fu caratterizzato da un'architettura priva di ostentazioni.
L'impianto dei nuovi bagni di San Giuliano, il cui progetto fu elaborato tra il 1744 e il 1762 dagli architetti Giuseppe Ruggieri, Ignazio Pellegrini e Gaspare Paoletti, costituisce un esempio significativo di questa architettura: tra le semplici fabbriche dei bagni, immaginate come il fulcro di sviluppo di un nuovo insediamento abitato, risaltava esclusivamente la palazzina centrale, che si distingueva per il motivo della finestra-balcone e il sovrastante orologio.
Si ricorda inoltre il progetto per il nuovo sobborgo livornese di San Jacopo: un impianto planimetrico a maglie regolari, in qualche modo affine al progetto del contemporaneo Borgo Teresiano di Trieste, con abitazioni caratterizzate da sobrie facciate e dalla ricerca della massima semplicità distributiva in pianta.
La stessa essenzialità si ritrova nel progetto per una piazza del mercato da realizzare nei pressi della chiesa di San Pierino, a Pisa (1749), nella facciata della chiesa di San Giuseppe (1759) e nella biblioteca Marucelliana a Firenze.
In altre parole, la stagione lorenese aveva inaugurato un atteggiamento progettuale più misurato rispetto a quello tenuto durante il granducato di Gian Gastone, con alcune apparenti eccezioni, come la chiesa di Santa Felicita (ultimata nel 1739), il campanile di San Lorenzo con il suo terminale a bulbo schiacciato (1740) e la continuazione della sfarzosa cappella dei Principi; opere queste che costituiscono l'ultimo riflesso del periodo mediceo, in quanto erano state iniziate precedentemente alla Reggenza o commissionate direttamente dalla principessa Anna Maria Luisa de' Medici.
In questo contesto, i monumentali progetti di Ignazio Pellegrini per la cappella reale e il teatro di palazzo Pitti, o per il nuovo ingresso alla galleria degli Uffizi, furono ritenuti velleitari e non trovarono attuazione; altri architetti, come i fratelli Giuseppe e Ferdinando Ruggieri, si dimostrarono disposti a moderare le proprie ambizioni e trovarono maggiore fortuna nella committenza, pur non aderendo mai ad un linguaggio neoclassico; ad esempio, la facciata di San Filippo Neri e le nervature sulle pareti interne di Santa Felicita, progettate da Ferdinando, appaiono assai lontane dall'invenzione, autenticamente neoclassica, costituita dalla proposta di Carl Marcus Tuscher per la facciata di San Lorenzo (1739).

## Da Pietro Leopoldo a Ferdinando III (1765-1799)

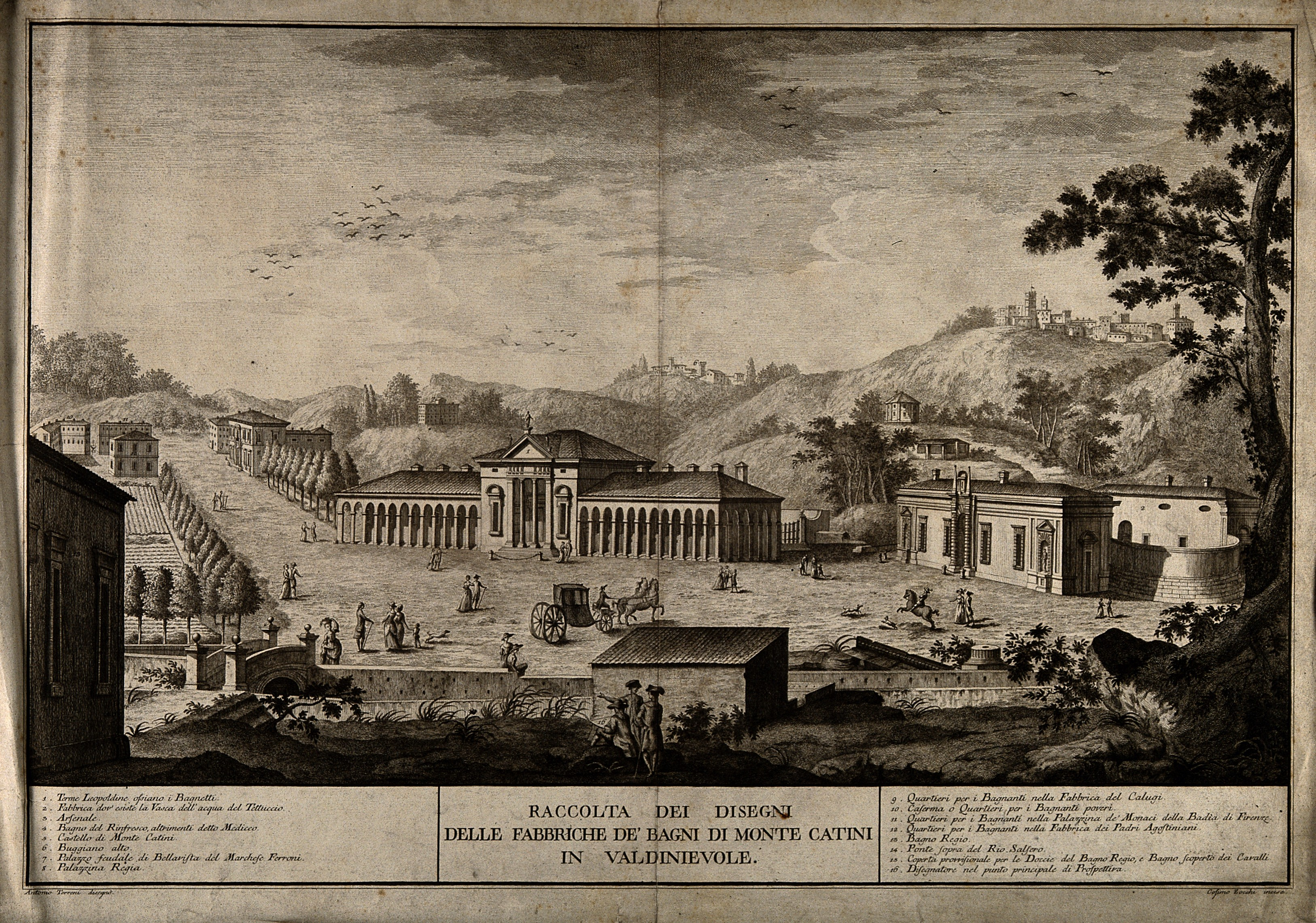
Gaspare Paoletti, le Terme Leopoldine (al centro) e lo stabilimento del Tettuccio (a destra), a Montecatini Terme

Nel 1765 Pietro Leopoldo divenne granduca di Toscana, ponendo fine all'età della Reggenza.
Governante illuminato, non fu un vero e proprio mecenate delle arti e dimostrò costantemente un atteggiamento di prudenza nei confronti dei costi delle imprese architettoniche.
L'attenta amministrazione e l'evidente obiettivo di contenere le spese dello Stato, non limitarono comunque la realizzazione di opere di pubblica utilità, che incarnavano perfettamente la stagione del cambiamento ideologico voluto da Pietro Leopoldo, come il riordinamento degli ospedali del granducato, il nuovo lazzaretto di Livorno, la rifondazione dei bagni termali di Montecatini, l'edificazione dei nuovi cimiteri di Livorno e Firenze, le bonifiche della Maremma, della Val di Chiana e della Val di Nievole, le gratificazioni distribuite per la fondazione di case coloniche nella provincia pisana e in quella senese, fino alla costruzione di nuove strade e alla ristrutturazione di quelle esistenti.
Nel 1784 fondò l'Accademia di belle arti di Firenze, affidandone la direzione a Gaspare Paoletti, che, sia pure come continuatore della tradizione rinascimentale, può essere considerato l'iniziatore del gusto neoclassico in Toscana.
Paoletti, che vantava una eccellente preparazione sia sul piano architettonico che su quello tecnico, trasmise ai suoi allievi questa duplice attitudine, proprio negli anni in cui a Parigi si verificava la scissione tra l'Académie des beaux-arts e l'École polytechnique.

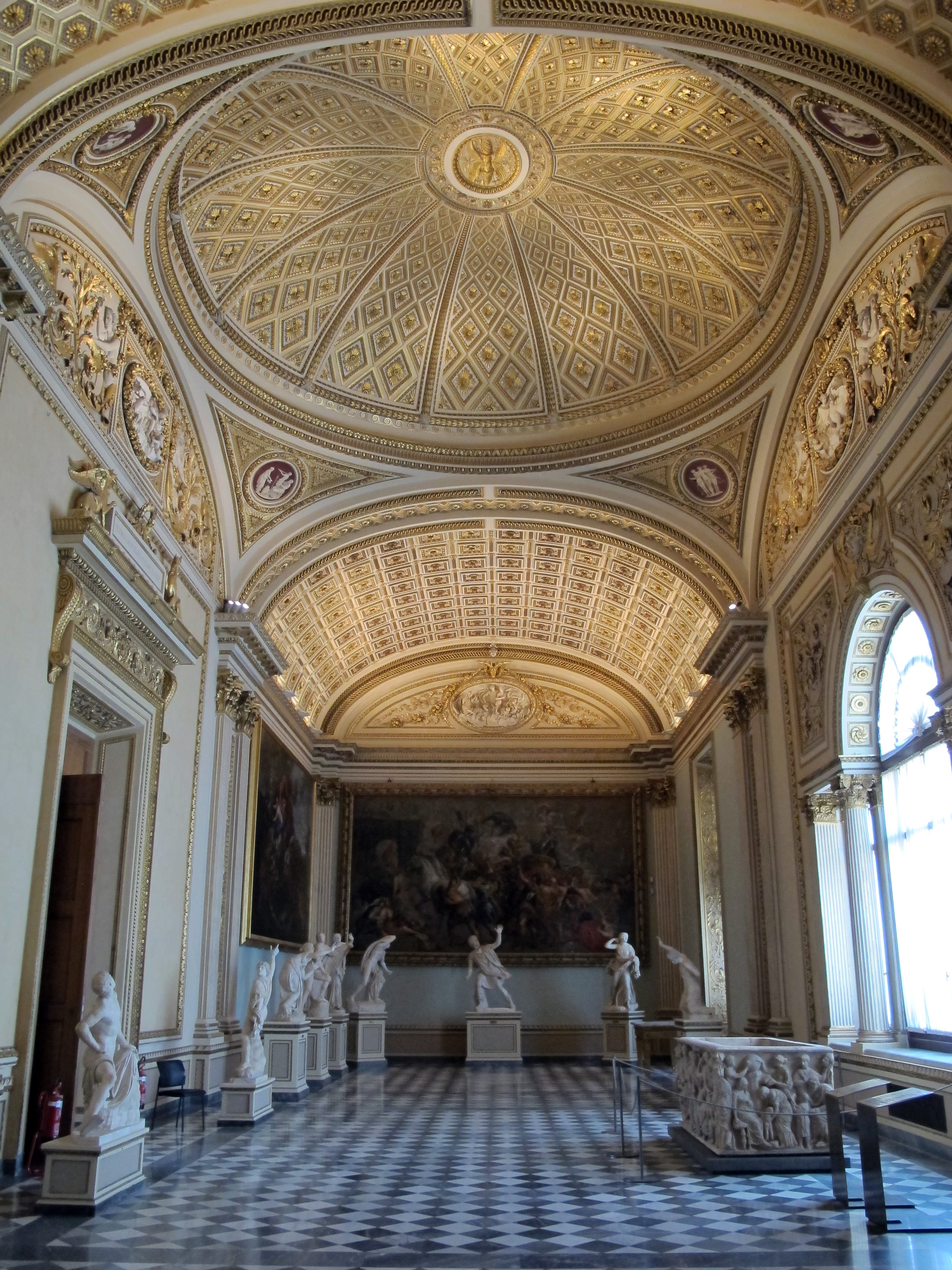
Zanobi del Rosso, sala della Niobe, Galleria degli Uffizi, Firenze

Esperto di idraulica, gli si deve principalmente la rifondazione dei bagni di Montecatini, con la costruzione del Bagno Regio, delle Terme Leopoldine e del Tettuccio. Di notevole effetto anche il progetto, rimasto su carta, per uno stabilimento termale a pianta circolare, con un invaso interno scoperto delimitato da un colonnato anulare, che, se realizzato, avrebbe rappresentato il risultato stilistico più interessante dell'architettura toscana del periodo.
Tra il 1766 e il 1783 Paoletti lavorò alla villa di Poggio Imperiale, a Firenze, ampliando il precedente edificio mediceo con la formazione di due cortili laterali caratterizzati da un misurato linguaggio neoclassico; realizzò la facciata posteriore, il salone da ballo del piano nobile e costruì le scuderie.
Negli stessi anni fu impegnato nel cantiere di palazzo Pitti. Se per la costruzione del nuovo avancorpo della facciata, lato via Guicciardini, si limitò a riproporre il loggiato che Giuseppe Ruggieri aveva impiegato nel rondeaux posto verso la via Romana, all'interno del palazzo edificò, col contributo dei fratelli Grato e Giocondo Albertolli, la raffinata "Sala degli stucchi" (1776-1783), la quale, per il ricorso al tema del corinzio e la decorazione a stucco, può essere messa in relazione con altre soluzioni neoclassiche dell'epoca, come la citata sala da ballo della villa di Poggio Imperiale e la sala realizzata da Zanobi del Rosso per ospitare il gruppo scultoreo della Niobe all'interno della galleria degli Uffizi.
A partire dal 1781, sempre per il complesso di palazzo Pitti, iniziò la costruzione della palazzina della Meridiana, a cui poi subentrerà l'allievo Pasquale Poccianti.

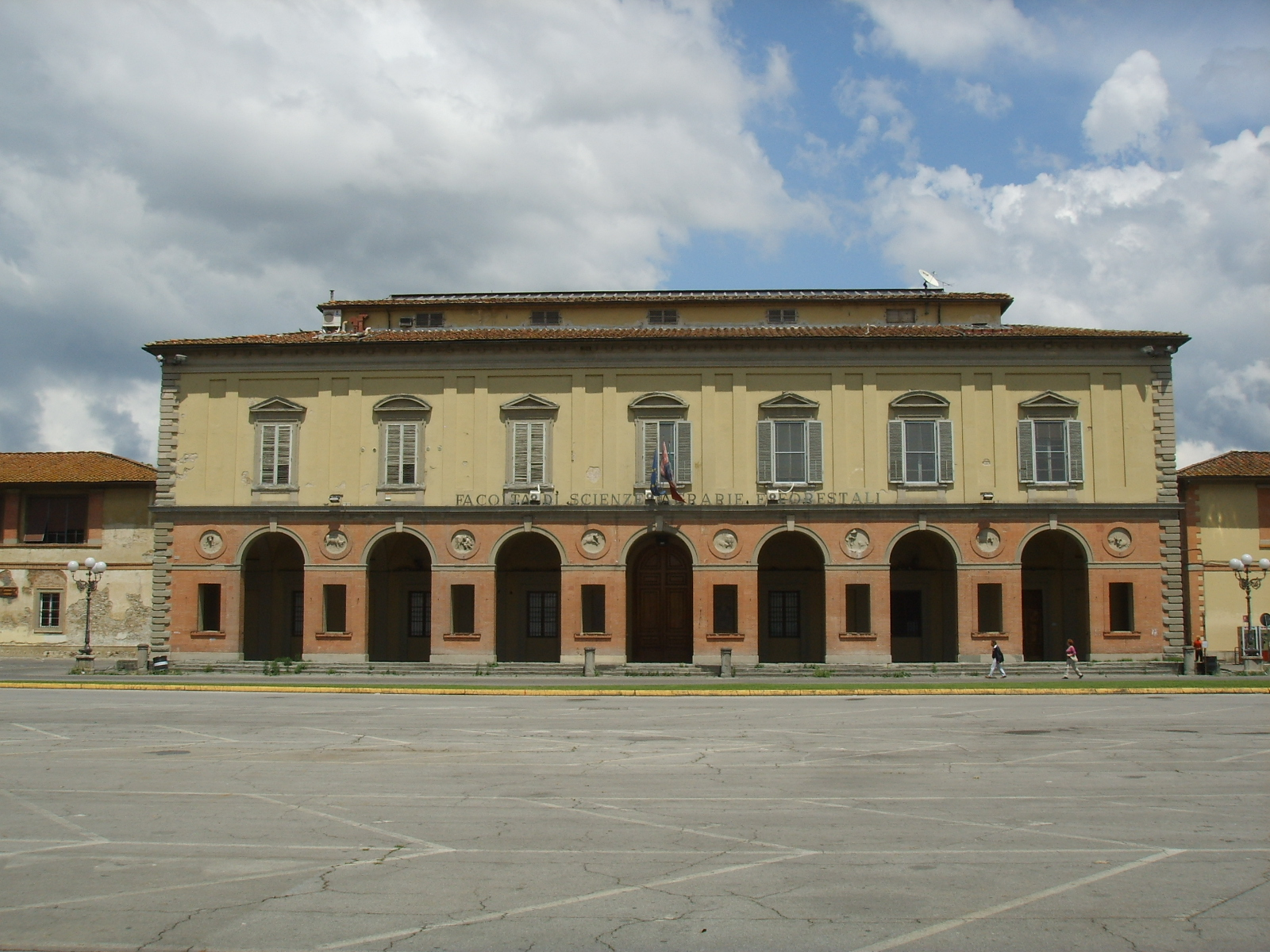
Giuseppe Manetti, Palazzina Reale delle Cascine, Firenze

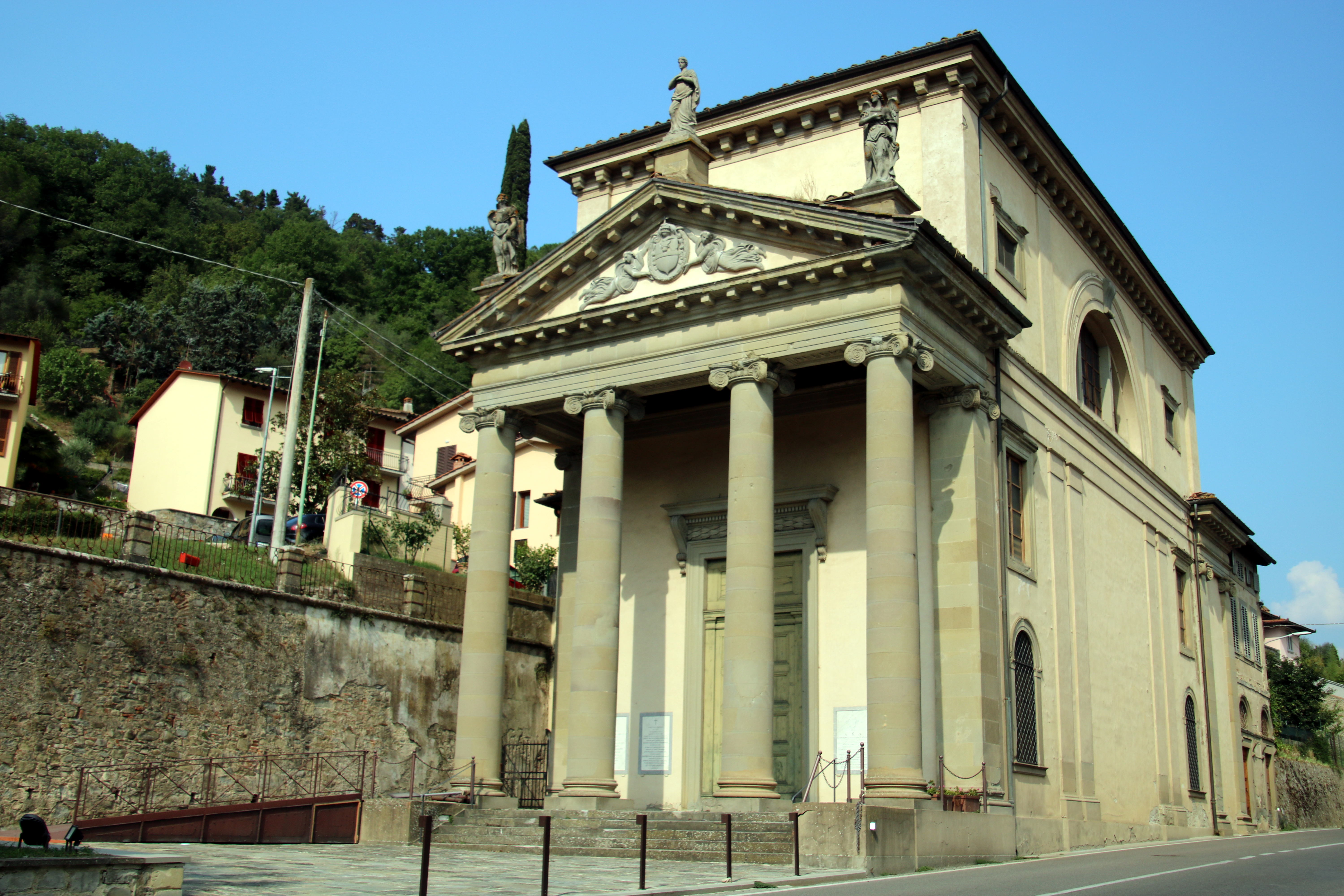
Giuseppe Del Rosso, oratorio di Sant'Onofrio, Dicomano

Mentre nel resto della Toscana si registra la costruzione di poche architetture di rilevanza formale e stilistica (si ricorda la nuova ala del conservatorio di San Niccolò, nella quale Giuseppe Valentini stemperava il Neoclassicismo con evidenti rimandi al Manierismo), un'interessante occasione di confronto tra architetti si ebbe quando il granduca richiese il progetto per la nuova fabbrica della fattoria delle Cascine, in Firenze. Nel 1785 l'esperto Paoletti e il giovane Giuseppe Manetti presentarono due differenti proposte: il primo, tentando di coniugare l'eleganza all'economia, approntò il disegno di un edificio adibito a stallone e fienile posto al centro di due case coloniche; il secondo, dimostrando maggiore inventiva e un evidente legame con l'estetica architettonica dell'Illuminismo, ideò invece un grande emiciclo porticato, con una palazzina più alta a cerniera tra i due bracci semicircolari, il tutto delimitato da due pronai affiancati da due ghiacciaie coniche.
Il modesto disegno del Paoletti, giudicato "misero nell'idea", venne scartato, mentre quello del Manetti, ritenuto troppo dispendioso, fu approvato nel 1787 solo dopo essere stato ampiamente ridimensionato e semplificato. Nonostante le limitazioni della committenza, Manetti riuscì a conferire dignità architettonica al progetto della palazzina centrale mediante l'inserimento dei pilastri traforati, il paramento in cotto del portico di base e i motivi dei tondi ornamentali.
Nel 1790 Pietro Leopoldo lasciò il governo della Toscana per andare ad assumere l'investitura imperiale e il figlio Ferdinando divenne granduca in un periodo contrassegnato da forti agitazioni.
L'unico importante cantiere che riuscì ad avviare fu quello per l'acquedotto di Livorno, i cui lavori, cominciati nel 1793 da Giuseppe Salvetti, subirono diverse interruzioni e procedettero tra molte difficoltà. Anche la sistemazione del parco delle Cascine su progetto di Giuseppe Manetti, con la costruzione della ghiacciaia a forma di piramide e della edicole rotonde delle "Pavoniere", sono da considerare più come il completamento delle opere iniziate in epoca leopoldina, che delle vere e proprie iniziative del granduca Ferdinando.
In politica interna, il nuovo granduca non ripudiò le riforme paterne che avevano portato la Toscana all'avanguardia in Europa, precedendo in alcuni campi persino la Rivoluzione francese allora in corso, ma cercò di limitarne alcuni eccessi, soprattutto in campo religioso, con il ripristino delle pratiche di culto esteriore.
Con il ritorno alla devozione dei santi, l'architetto Giuseppe Del Rosso, prima di dedicarsi alla costruzione della neogotica cappella della Madonna del Conforto nel duomo di Arezzo, venne incaricato dalla famiglia Delle Pozze di progettare l'oratorio di Sant'Onofrio, a Dicomano (1792); nonostante le modeste dimensioni, l'oratorio costituisce un vero manifesto di architettura dell'Illuminismo per la Toscana e si segnala per le sue rigorose volumetrie, precedute da un pronao tetrastilo ionico e timpano in facciata.

## Il periodo napoleonico (1799-1814)
Nel 1799 Ferdinando III fu costretto all'esilio a Vienna a causa del precipitare della situazione politica della penisola e all'ascesa al potere di Napoleone Bonaparte.
La stagione bonapartista condizionò per circa quindici anni le vicende della regione.
La Toscana, incluso il Principato di Lucca, visse una radicale trasformazione delle istituzioni; i pochi anni dell'impero furono sufficienti per redigere e iniziare progetti ambiziosi, che furono completati dopo la restaurazione dei Lorena e, in alcuni casi, con l'unificazione d'Italia.
Anche l'Accademia di belle arti di Firenze fu riformata e affiancata da un conservatorio di arti e mestieri.
Nel 1813, insieme ai più famosi istituti dell'impero, fu invitata a presentare un progetto per un monumento da erigersi sul Mont-Cenis; tra gli elaborati ammessi al concorso, si ricordano il Colosso dell'Aquila di Giuseppe Manetti e l'arco di trionfo progettato dal gruppo formato da Giuseppe Del Rosso, Giuseppe Cacialli e Luigi de Cambray Digny.

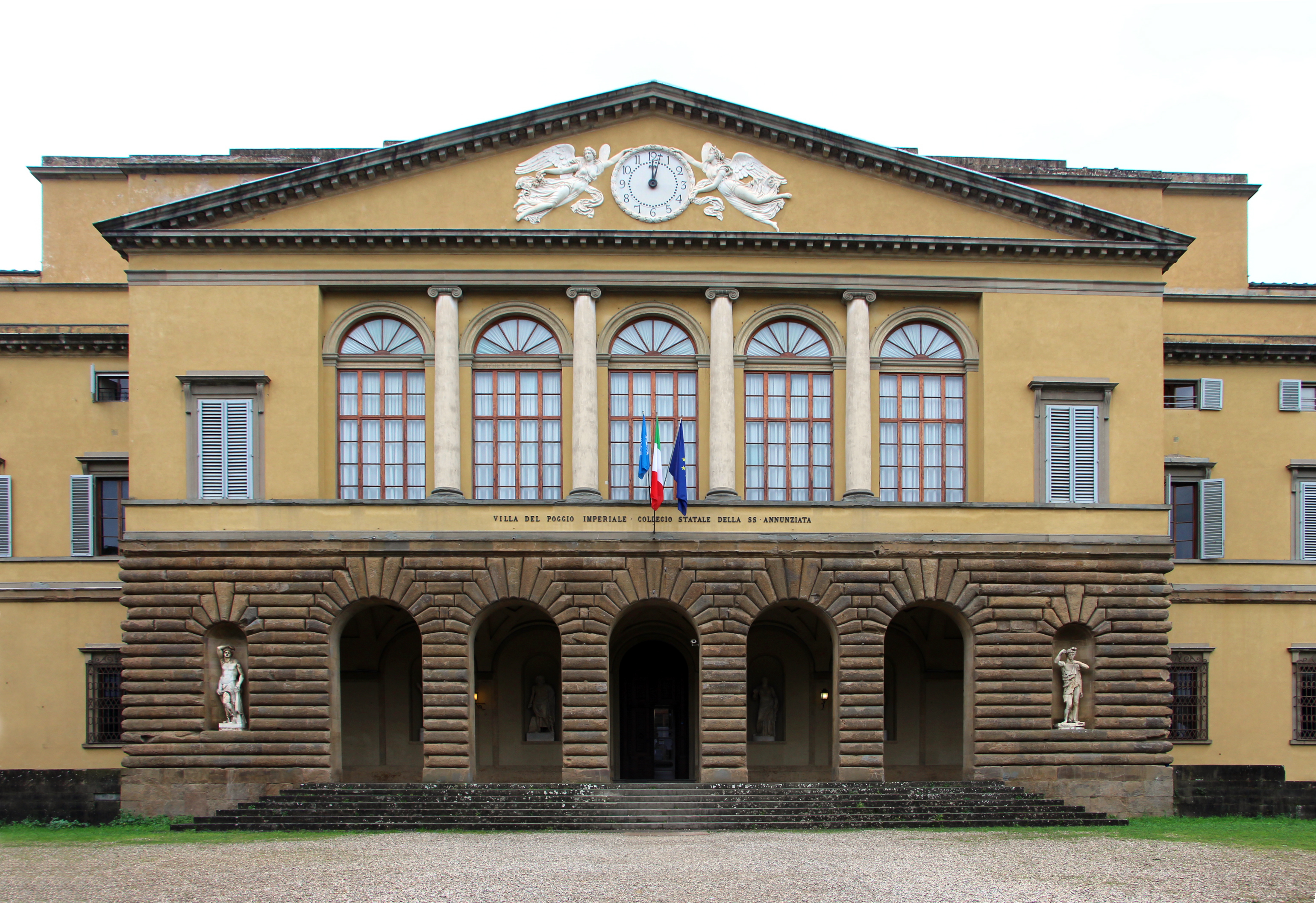
Pasquale Poccianti, facciata della villa medicea di Poggio Imperiale, Firenze

Tra questi, Giuseppe Cacialli fu l'architetto di maggiore successo negli anni del dominio napoleonico.
Superando il rivale Pasquale Poccianti, che nel 1809 fu inviato a Livorno come architetto della comunità pur vantando una maggiore anzianità di servizio, Cacialli ottenne la nomina di architetto dei regi palazzi e possessioni, un ente a cui spettava il compito di curare il mantenimento dei beni passati dai Lorena a Elisa Bonaparte Baciocchi.
All'inizio della sua carriera si trovò a collaborare con lo stesso Poccianti nell'ampliamento della villa medicea di Poggio Imperiale avviato da Gaspare Paoletti, ma i rispettivi apporti risultano comunque distinguibili: così, mentre al Poccianti si deve la parte centrale della facciata, al Cacialli va il merito della gran parte dell'opera.
Autore di accademiche ed eleganti composizioni decorative, Cacialli si distinse anche per i lavori di riassetto di palazzo Pitti (sala dell'Iliade, sala di Ercole e bagno di Maria Teresa) e per il quartiere napoleonico di palazzo Medici Riccardi.
Se Giuseppe Del Rosso, nominato architetto municipale a Firenze, si dimostrò un modesto pianificatore e spaziò dal restauro degli antichi monumenti alla progettazione della Pia Casa di Lavoro di Montedomini, nel "Dipartimento dell'Ombrone" le poche architetture neoclassiche di rilievo dell'epoca sono da ricondurre alla figura di Agostino Fantastici: si ricordano, a Siena, il progetto per la trasformazione della convento di Sant'Agostino in liceo (di cui sarà poi realizzato solo il grandioso portico esterno) e, a Montalcino, la cattedrale del Santissimo Salvatore, che fu progettata a partire dal 1813 e realizzata solo durante la Restaurazione.
A Pistoia, dove le forme del classicismo illuministico erano state introdotte dal Palazzo Vescovile Nuovo eretto da Stefano Ciardi a partire dal 1787, è da segnalare il contributo di un allievo del Paoletti, Cosimo Rossi Melocchi; il suo Pantheon degli uomini illustri, progettato nel 1811 e concluso solo nel 1827 in forme molto ridotte rispetto al programma originario, mostra un'adesione ai temi dell'architettura rivoluzionaria nello scabro prospetto interrotto da un portico con massicce colonne d'ordine dorico.

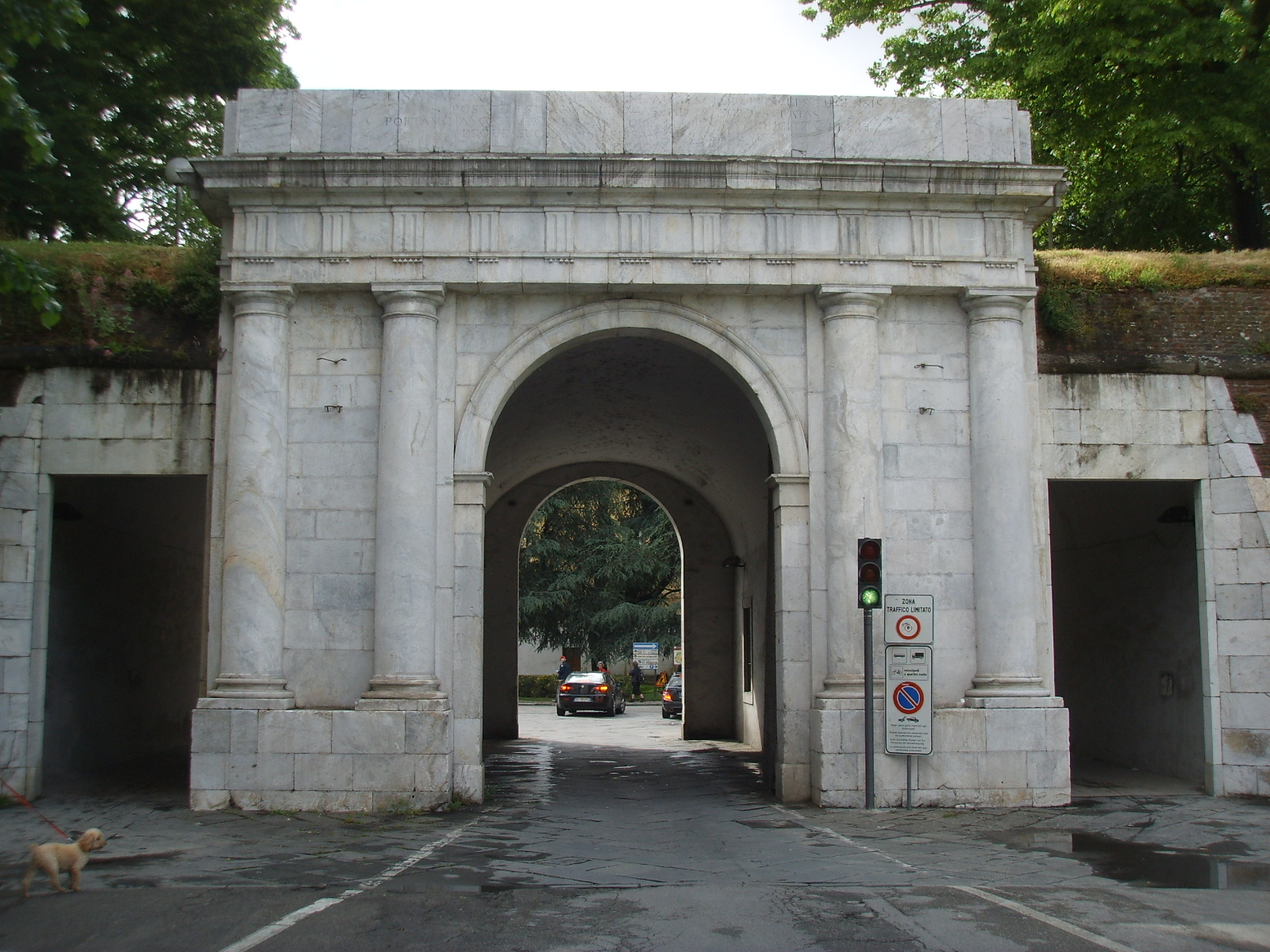
Giovanni Lazzarini, Porta Elisa, Lucca

Un clima culturale assai vivace si registra a Lucca; la città, assoggettata alla Francia ma non facente parte degli ex territori del Granducato di Toscana, divenne quasi un modello e un termine di confronto con l'urbanistica dell'età napoleonica della regione.
Nel 1805 Elisa Baciocchi ottenne infatti il controllo del Principato di Lucca e Piombino, a cui furono successivamente annessi territori di Massa e Carrara.
Durante la gestione della futura granduchessa di Toscana furono ampliate le città di Carrara, Viareggio e Bagni di Lucca, mentre sotto la guida dell'architetto Giovanni Lazzarini, spesso coadiuvato da Théodhore Bienaimé, furono avviati una serie di importanti cantieri: la costruzione di piazza Napoleone, ottenuta sventrando una consistente porzione del centro storico di Lucca; l'apertura di una porta a forma di arco di trionfo e di una strada di collegamento dedicate ad Elisa; la ristrutturazione, in chiave neoclassica, della residenza estiva di Marlia; l'ampliamento del cimitero fuori dalla porta San Donato; la trasformazione di alcuni complessi religiosi ad altri usi; il progetto del teatro del Giglio, i cui lavori ebbero comunque inizio nel 1817.
Assieme a Lazzarini gravitarono intorno a Lucca una serie di altri architetti.
Nel 1812 anche Pasquale Poccianti, che in quegli stessi anni era impegnato nel completamento dell'acquedotto di Livorno, fu chiamato alla corte di Elisa Baciocchi, ma il suo apporto si limitò ad alcuni progetti di monumentali strutture urbane di stampo neoclassico, che peraltro non trovarono attuazione.

## Dalla Restaurazione all'unificazione (1814-1860)

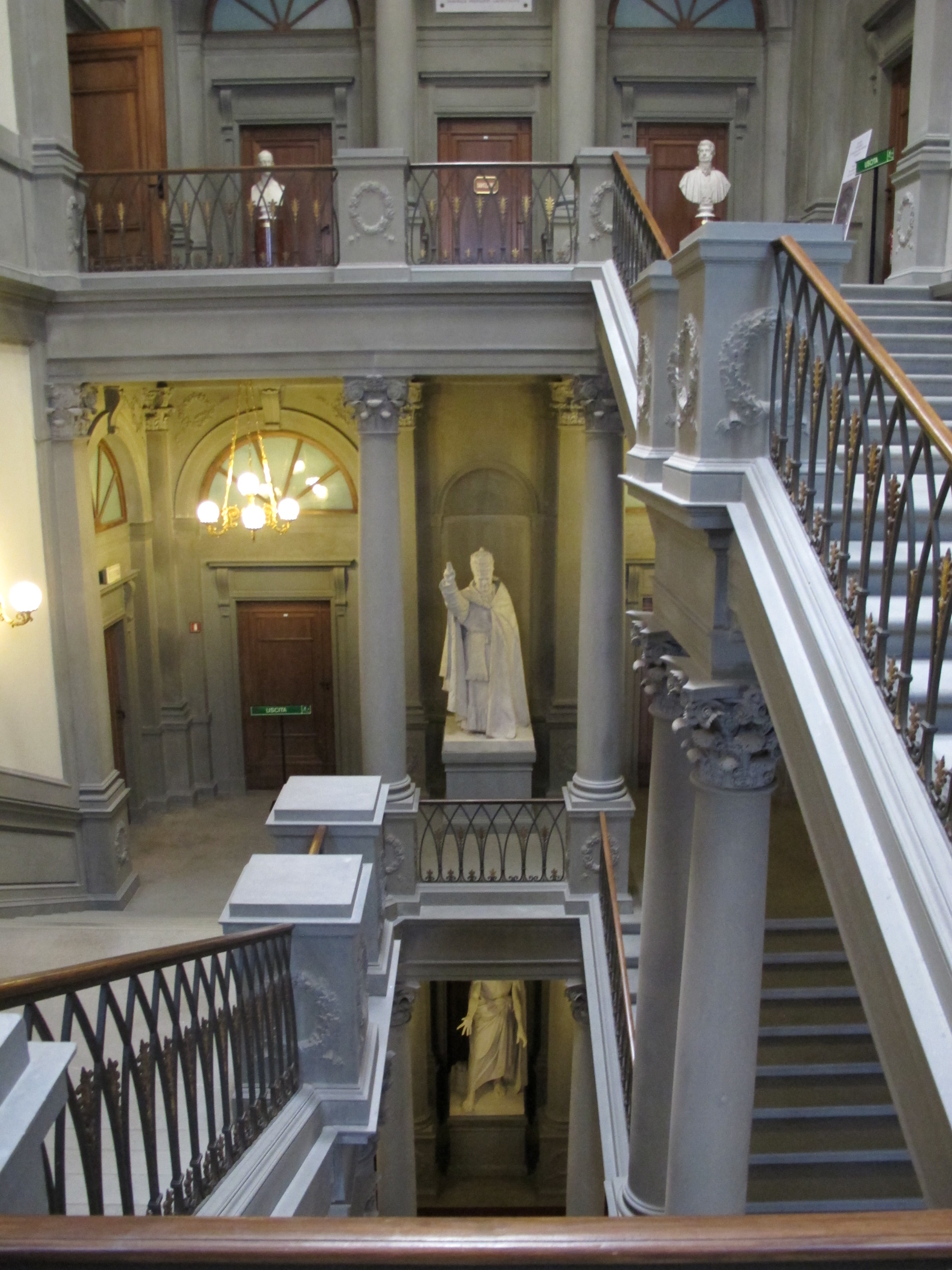
Pasquale Poccianti, scalone monumentale di Palazzo Pitti, Firenze

Con la Restaurazione, quella generazione di valenti architetti formatasi in seno all'Accademia di belle arti di Firenze sotto Gaspare Paoletti divenne protagonista di una stagione particolarmente densa e interessante per il Granducato di Toscana.
Al suo rientro in Toscana, nel settembre del 1814, il granduca Ferdinando III mise a punto un importante programma per la costruzione di opere di pubblica utilità: ad esempio, nel territorio di Arezzo furono realizzate nuove strade, a Livorno entrò in funzione il nuovo acquedotto (1816), fu potenziata la viabilità in Maremma, mentre sulla strada bolognese fu innalzata la vasta e funzionale Dogana delle Filigare su disegno di Luigi de Cambray Digny (1818).
In diverse città si demolirono vecchi isolati per aprire nuove piazze.
A Firenze, nel 1824 Gaetano Baccani predispose il piano per l'allargamento della piazza del Duomo, con la creazione di un vago portico di gusto neoclassico sul lato sud; nella loggetta centrale del nuovo palazzo dei Canonici, sul fianco meridionale della cattedrale, furono inserite le statue di Arnolfo di Cambio e di Filippo Brunelleschi per celebrare i valori e i protagonisti della cultura autoctona.
Accanto a questo progetto e alle iniziative per la prosecuzione della via Cavour, si registra quello per l'ampliamento della via dei Calzaiuoli, che fu approvato, con diverse modifiche, solo nel 1842.
Col medesimo criterio, a Pisa, si demoliva il vecchio monastero di San Lorenzo per realizzare la piazza Santa Caterina (completata nel 1827 da Alessandro Gherardesca), si riordinava a museo l'antico Camposanto monumentale e si procedeva alla sistemazione di un tratto di lungarno.
Ad Arezzo, con i lavori della strada per Ancona, si pensava di regolarizzare e raccordare i due livelli di piazza Sant'Agostino e di collocarvi una statua, poi effettivamente eretta nella piazza Grande.
Ancora a Firenze, nel 1817 fu inaugurato il teatro Goldoni e pochi anni dopo Giuseppe Martelli fu impegnato nella trasformazione in educandato femminile dell'ex monastero della Santissima Concezione, al cui interno è doveroso segnalare la raffinatissima scala a spirale in pietra serena sormontata da una cariatide in piombo, che lo scultore Luigi Pampaloni pose alla sommità della colonna centrale per conferire stabilità alla struttura.
In aggiunta, su progetto di Luigi de Cambray Digny, fu edificata la Loggia Reale (1821), mentre Pasquale Poccianti, promosso primo architetto delle regie fabbriche da Ferdinando III e destinato ad affermarsi come il principale architetto del Granducato di Toscana, si interessò alla costruzione del nuovo scalone e del vestibolo di palazzo Pitti, del corridoio di collegamento con i locali della Specola, completò la palazzina della Meridiana con il disegno della facciata meridionale e realizzò la sala d'Elci per l'ampliamento della Biblioteca Medicea Laurenziana. Se nel codice neoclassico del vestibolo a tre navate e dello scalone caratterizzato da colonne sovrapposte del Poccianti confluiscono memorie rinascimentali, per l'addizione della biblioteca michelangiolesca l'architetto ricorse all'inserimento di una raffinata rotonda neoclassica, senza tuttavia cercare alcuna connessione con l'organismo preesistente.

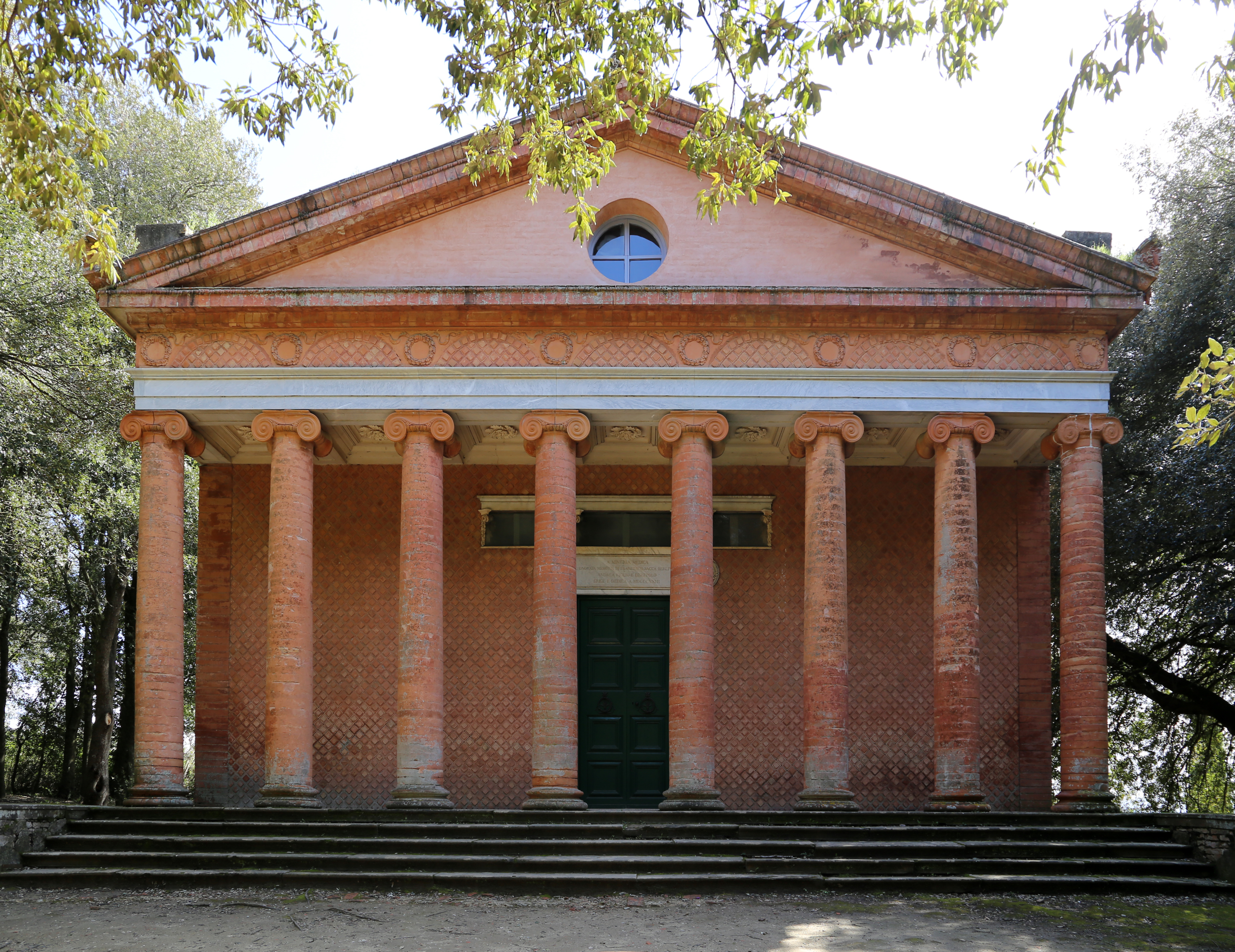
Rodolfo Castinelli, tempio di Minerva Medica, Montefoscoli

Tra le iniziative private si ricorda il palazzo di via Ghibellina (1821), commissionato dal principe Gaetano Borghese a Gaetano Baccani, dove spicca l'imponente facciata rustica sormontata da un esile colonnato ionico.
Al medesimo periodo risalgono grossomodo il Pantheon costruito all'interno della villa Puccini di Scornio di Pistoia, probabilmente l'opera in cui il linguaggio dell'eclettico Alessandro Gherardesca raggiunse la qualità neoclassica più pura per la leggerezza e l'armonia dell'insieme, e la grandiosa villa San Donato a Novoli, ideata da Giovan Battista Silvestri per la famiglia Demidoff,
Interessante anche la figura di Rodolfo Castinelli, il quale, dopo aver disegnato con gusto neoclassico il saloncino da ballo del teatro Goldoni, costruì il tempio di Minerva Medica di Montefoscoli in memoria del padre di Andrea Vaccà Berlinghieri, attingendo con disinvoltura a memorie archeologiche romane ed etrusche.
Questa vivacità revivalistica, che guardava a lontani repertori iconografici della tradizione locale, emerge anche nei monumenti gemelli di Volterra disegnati da Giuseppe Del Rosso nel 1830 (con delfini e erme di Giano) e nella cattedra lignea, in stile impero e con inserti neoegizi di gusto piranesiano, che Agostino Fantastici ideò per l'Università di Siena.
In ogni caso, è da evidenziare come la maggior parte di questi architetti non aderì esclusivamente al codice neoclassico, ma, parallelamente, si dedicò alla progettazione di opere in stile neogotico, con una rivalutazione, tipica del Romanticismo, del repertorio anticlassico: da una parte l'architettura neoclassica corrispondeva alle ambizioni delle ripristinate monarchie, mentre dall'altra il neomedievalismo lasciava presagire un'evoluzione nel concetto di riscatto di autonomia nazionale.
Frattanto, anche a Lucca e nei suoi territori, uniti in uno stato indipendente dal resto del Granducato di Toscana fino all'annessione del 1847, si assiste alla realizzazione di una serie di opere pubbliche.
Nel 1818 Lorenzo Nottolini, che era stato allievo di Giovanni Lazzarini, assunse la nomina di architetto regio; fu attivo anche come restauratore, urbanista e ingegnere idraulico, ricevendo anche incarichi da privati. Tra i suoi contributi si ricordano: l'acquedotto (1822-1833), la cappella Orsetti nel cimitero suburbano (1824), il monastero dell'Angelo, la villa Borbone a Viareggio e il ponte delle Catene presso Bagni di Lucca.

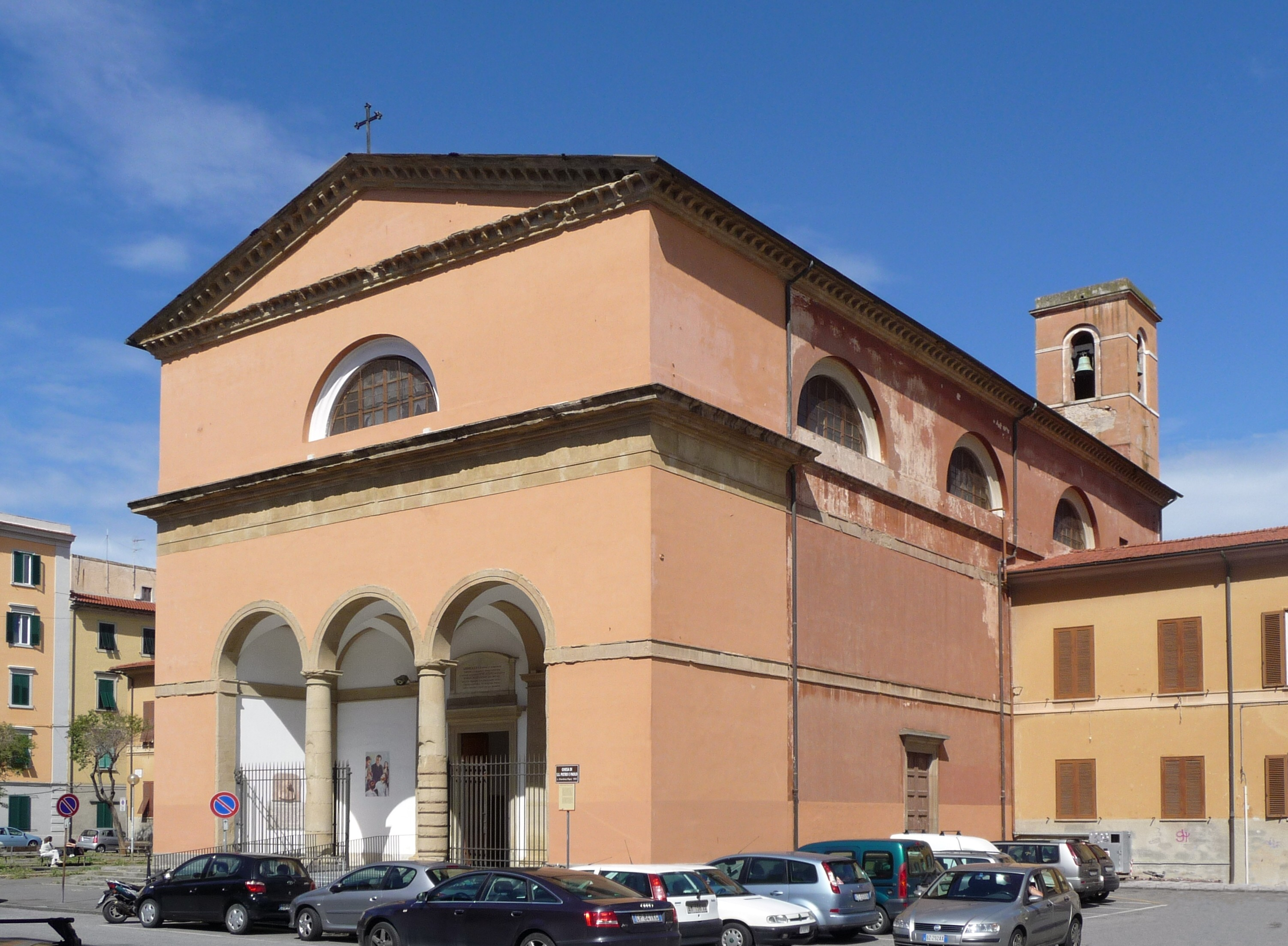
Luigi de Cambray Digny, chiesa dei santi Pietro e Paolo, Livorno

Fu comunque Livorno, porto franco del Granducato di Toscana animato da intensi scambi culturali con l'estero, la città in cui il Neoclassicismo della Restaurazione raggiunse i migliori risultati; un'affermazione che coincise con l'ascesa al governo di Leopoldo II (1824-1859) e con la fondazione della locale "Scuola di Architettura, Ornato e Agrimensura" (1825).
Le ambizioni di una città in crescita si riflettevano nella progettazione e nella costruzione di importanti opere di pubblica utilità.
Per il nuovo quartiere del Casone, a sud della città, Cambray Digny ipotizzò l'apertura di una porta sul bastione meridionale della cortina muraria medicea, prospettando, all'esterno, uno schema viario regolare; secondo le indicazioni contenute nel piano, a margine del nuovo insediamento fu costruita la chiesa dei Santi Pietro e Paolo (1829), in cui i temi neoclassici della facciata sono stemperati nel portico con arcate a tutto sesto derivato dall'architettura toscana del Quattrocento.
Dì lì a poco, le trasformazioni si estesero alla rettificazione del fosso circondario e alla demolizione delle antiche mura medicee, con l'ampliamento dell'area del porto franco. Al moto di espansione della città, esemplificata dalla vasta piazza dei Granduchi costruita da Luigi Bettarini per collegare il centro storico ai sobborghi lorenesi, si contrapponeva comunque il limite fissato dalla nuova cinta daziaria progettata da Alessandro Manetti (1835-1842); le originali composizioni dei varchi doganali si devono comunque a Carlo Reishammer, che riprese alcuni stilemi dell'architettura di Ledoux, accostandovi tettoie, scale, pilastri ed altri elementi ornamentali in ghisa.

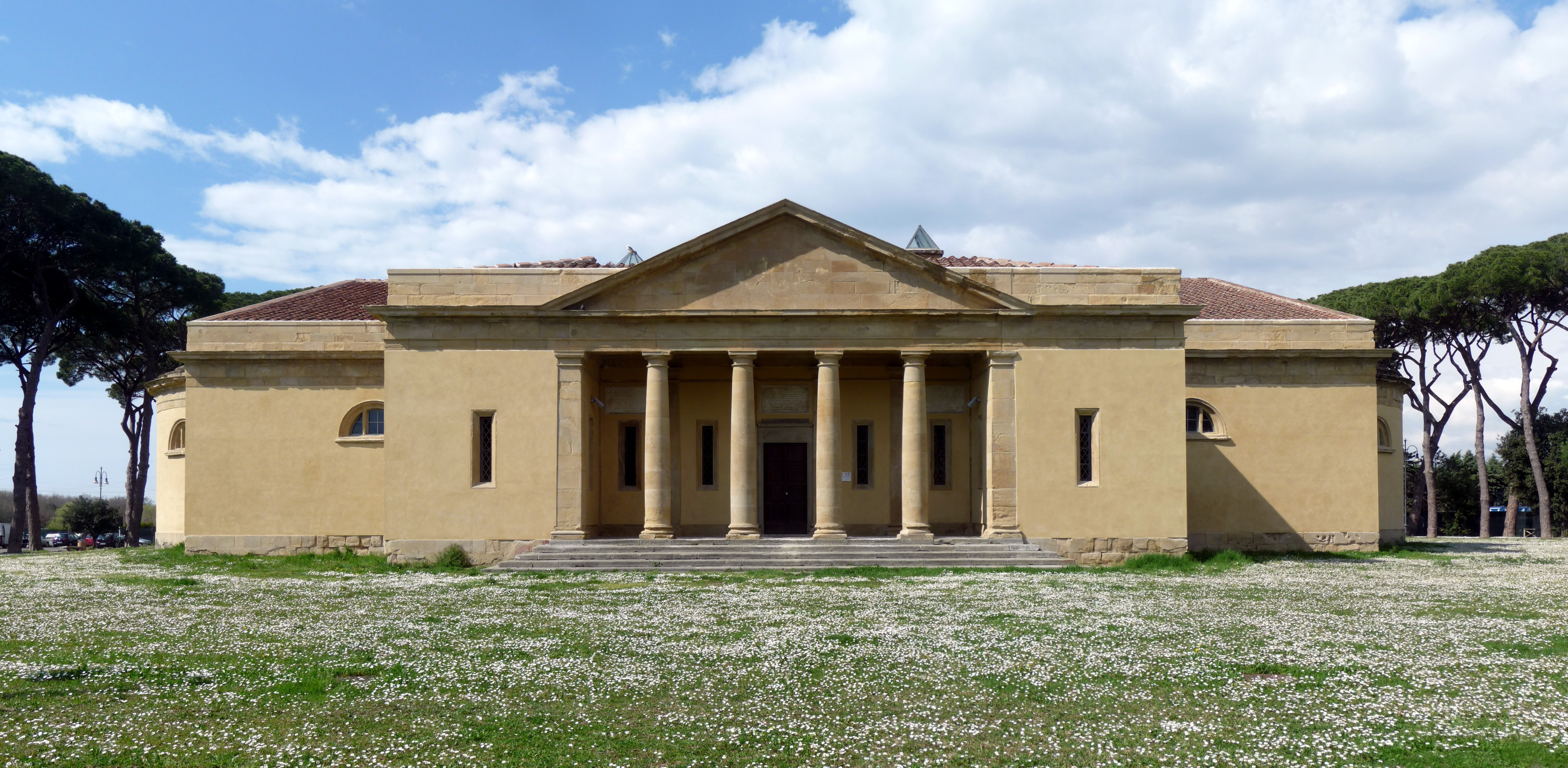
Pasquale Poccianti, Cisternino di Pian di Rota, Livorno

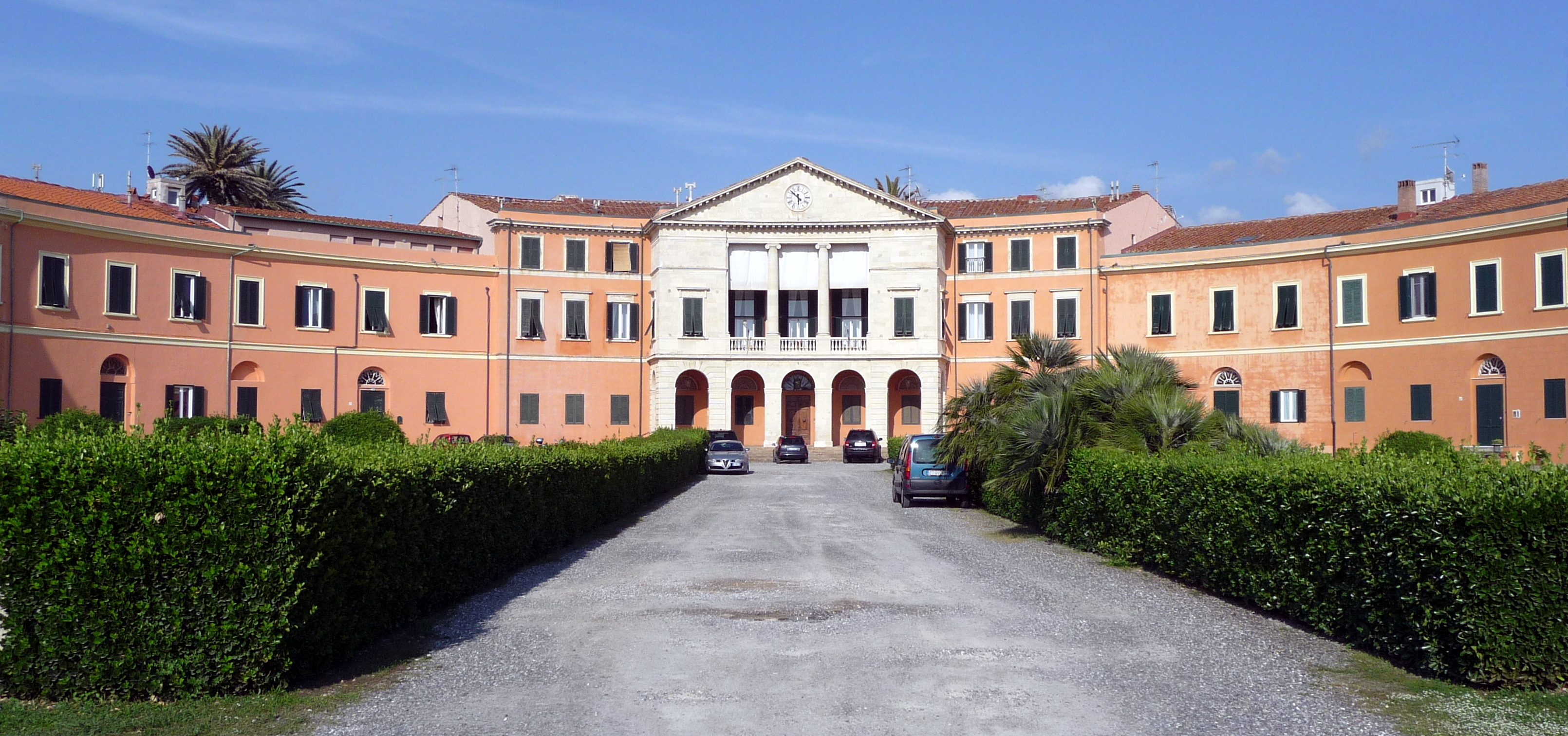
Giuseppe Cappellini, Casini d'Ardenza, Livorno

Nel contempo Poccianti si dedicò alle opere necessarie per il potenziamento dell'acquedotto ultimato pochi anni prima; le attenzioni dell'architetto si concentrarono soprattutto sul disegno di alcuni serbatoi destinati all'accumulo e al filtraggio delle acque: il Purgatorio di Pian di Rota (1841-1852), caratterizzato da un impianto fortemente dilatato segnato da due esedre semicircolari alle estremità e da un severo pronao tuscanico in facciata; il suo capolavoro, il Cisternone (1829-1842), con il portico sormontato una "rivoluzionaria" semi-cupola decorata a cassettoni, che traduce in realtà le ardite invenzioni di Étienne-Louis Boullée e Claude-Nicolas Ledoux; il Cisternino di città (completato intorno al 1848), a pianta basilicale e con l'esile loggiato innalzato sopra al massiccio basamento.
Si tratta, nel complesso, di tre edifici scaturiti dall'unione di volumi geometrici elementari, dove alle influenze francesi si somma l'evidente conoscenza delle architetture termali romane e della tradizione architettonica toscana. Inoltre, nelle intenzioni dell'architetto (poi, di fatto ridimensionate in fase esecutiva), l'opera dell'acquedotto avrebbe dovuto essere percorribile dalla città fino alle sorgenti, in una sorta di percorso didascalico attraverso gallerie, arcate e casotti d'ispezione realizzati nelle forme di tempietti neoclassici.
Altri architetti che operarono a Livorno, come Gaetano Gherardi, Giuseppe Puini, Giuseppe Cappellini e Angiolo della Valle, risentirono dell'influenza del Poccianti.
Al Gherardi, professore presso la locale "Scuola di Architettura, Ornato e Agrimensura", si devono la grande chiesa del Soccorso (1836) con riferimenti brunelleschiani, la scarna chiesa di Sant'Andrea e l'annesso Seminario Girolamo Gavi; al Puini la chiesa di San Giuseppe (1839), con la strombatura a lacunari in facciata che richiama quella del Cisternone; al Cappellini, i Casini d'Ardenza, originale composizione costruita negli anni quaranta nell'ambito del rinnovamento del lungomare di Livorno, e il teatro Goldoni (1843-1847), caratterizzato da una copertura vetrata per gli spettacoli diurni e l'unico tra i teatri toscani a presentarsi con un'importante veste formale esterna conferitole dal maestoso portico carrozzabile; al Della Valle la chiesa di San Giorgio e il nuovo cimitero degli inglesi (1839).
In questo contesto, meritano di essere citati anche i vastissimi progetti, rimasti su carta, approntati da Cambray Digny e Giuseppe Martelli rispettivamente per il nuovo ospedale (1832) e per il mercato coperto di Livorno (1849); il gigantismo fuori scala si concretizzò invece nella Pia Casa di Lavoro iniziata su progetto di Alessandro Gherardesca nel 1845 e portata successivamente a termine da Angiolo della Valle.
A partire dagli anni quaranta dell'Ottocento, anche a Firenze si registra un certo fermento: l'avvio dei lavori di ampliamento della via dei Calzaiuoli, l'approvazione del piano per il nuovo quartiere Barbano (1842), il riassetto dei lungarni, l'apertura della Stazione Leopolda e di quella Maria Antonia, fino alla costruzione del pesante edificio della Borsa, disegnato da Michelangelo Maiorfi ed Emilio De Fabris lungo il corso del fiume Arno. In questo ambito si inserisce l'inaugurazione della Tribuna di Galileo, una sala situata all'interno del museo della Specola (1841); progettata da Giuseppe Martelli e caratterizzata da un'accesa policromia e da una sovrabbondanza di elementi ornamentali, costituisce lo specchio di un gusto neoclassico ormai orientato verso l'eclettismo, soprattutto se posta a confronto con l'austera addizione di Poccianti per la biblioteca Laurenziana, anch'essa inaugurata nello stesso anno.

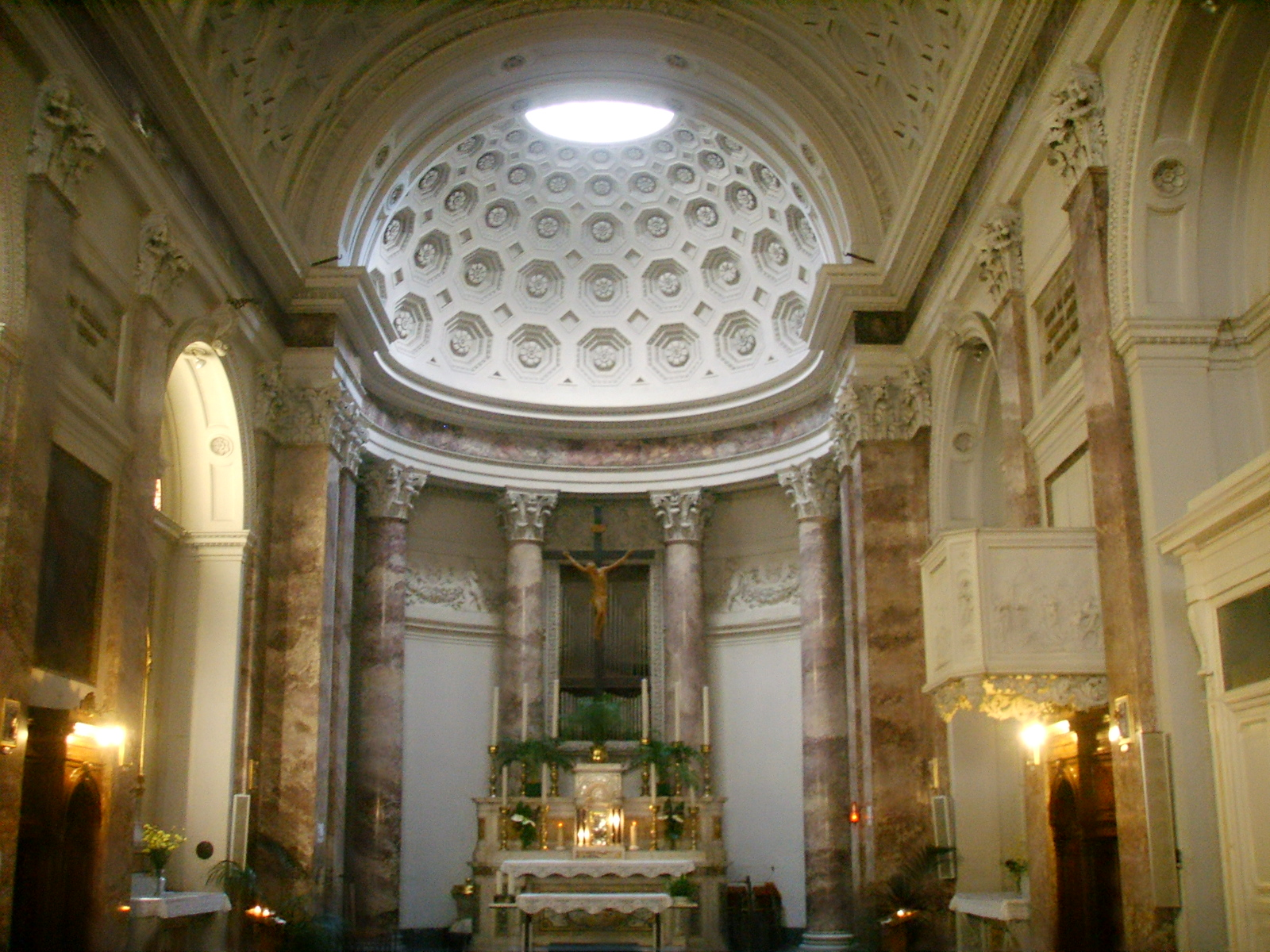
Torello Niccolai e Angelo Pacchiani, chiesa di San Pier Forelli, Prato

Anche nelle altre città del granducato si assiste ad un intenso fervore edilizio e urbanistico.
Si ricordano la chiesa di Santa Maria Assunta di Montecatini (1833) e la propositura dei santi Giusti e Clemente (1842-1845), disegnate rispettivamente da Luigi De Cambray Digny e Agostino Fantastici facendo ricorso a portici tetrastili d'ordine ionico; la facciata dell'oratorio di San Francesco a Bibbiena (1829), di Nicolò Matas, e il prospetto della chiesa di San Giovanni Evangelista a Ponsacco (1832-1836), di Alessandro Gherardesca; la chiesa di San Pier Forelli (1838) a Prato, di Torello Niccolai e di Angelo Pacchiani; il teatro Petrarca di Arezzo (inaugurato nel 1833), di Vittorio Bellini; il Teatro Metastasio di Prato (completato nel 1830), progettato ancora dal Cambray Digny; il Palazzo del Tribunale, a Pontremoli (1840), di Angiolo Cianferoni; il teatro degli Animosi, realizzato a Carrara su progetto di Giuseppe Pardini (1840); il Museo Napoleonico presso villa di San Martino all'Isola d'Elba (1851), progettato da Matas per Anatolio Demidoff.
Con lo sviluppò delle attività industriali è da segnalare il crescente ricorso all'impiego di prodotti metallurgici, che trovarono impiego soprattutto nella realizzazione di ponti, come quello sospeso di Poggio a Caiano (1833) di Alessandro Manetti e quelli di San Ferdinando e di San Leopoldo a Firenze, dei fratelli Séguin. Accanto a queste opere d'ingegneria si inserisce la chiesa di San Leopoldo di Follonica, opera del Reishammer caratterizzata da numerosi elementi in ghisa, come il pronao, il rosone della facciata, l'abside, la punta del campanile e alcuni arredi interni (1838), che assieme alla Porta San Marco di Livorno, sempre del Reishammer, preannunzia nuovi e suggestivi scenari nel campo dell'architettura.

## Dopo l'unità d'Italia
L'elezione di Firenze a capitale del Regno d'Italia segna lo spartiacque, in Toscana, tra il Neoclassicismo e l'eclettismo di matrice neorinascimentale.
Il compito di aggiornare l'immagine della nuova capitale, con una serie di interventi urbanistici e architettonici al fine di adeguare la città alla sua funzione, fu affidato a Giuseppe Poggi, che era stato allievo di Pasquale Poccianti.
Poggi curò ogni dettaglio, dai piani particolareggiati fino alla scala architettonica, conferendole un'impronta che si svolse tra un'adesione al Neoclassicismo e un naturale rimando ai modelli rinascimentali.
La parte più significativa dell'intera sua opera è l'espansione collinare della città, con il viale dei Colli e il piazzale Michelangelo, concepito come belvedere sulla città. Qui realizzò una loggia secondo canoni neoclassici e neocinquecenteschi, che doveva costituire parte di un museo michelangiolesco.
Tra il 1885 e il 1895 si registra inoltre il risanamento del centro storico; un'operazione che esula dal piano Poggi e che portò allo sventramento della zona intorno al mercato vecchio, con la costruzione di nuovi blocchi, abbastanza anonimi e indifferenziati, in stile neoclassico e neorinascimentale.
Del resto, dopo l'unità d'Italia l'architettura toscana e, più in generale, quella italiana volsero verso una linea che esaltasse quello che era ritenuto lo stile nazionale per eccellenza, ovvero quella rinascimentale; un'architettura prevalentemente laica, incarnata dalla tipologia del palazzo cinquecentesco, che si adattava perfettamente alla rapida espansione delle città.

## Altre immagini

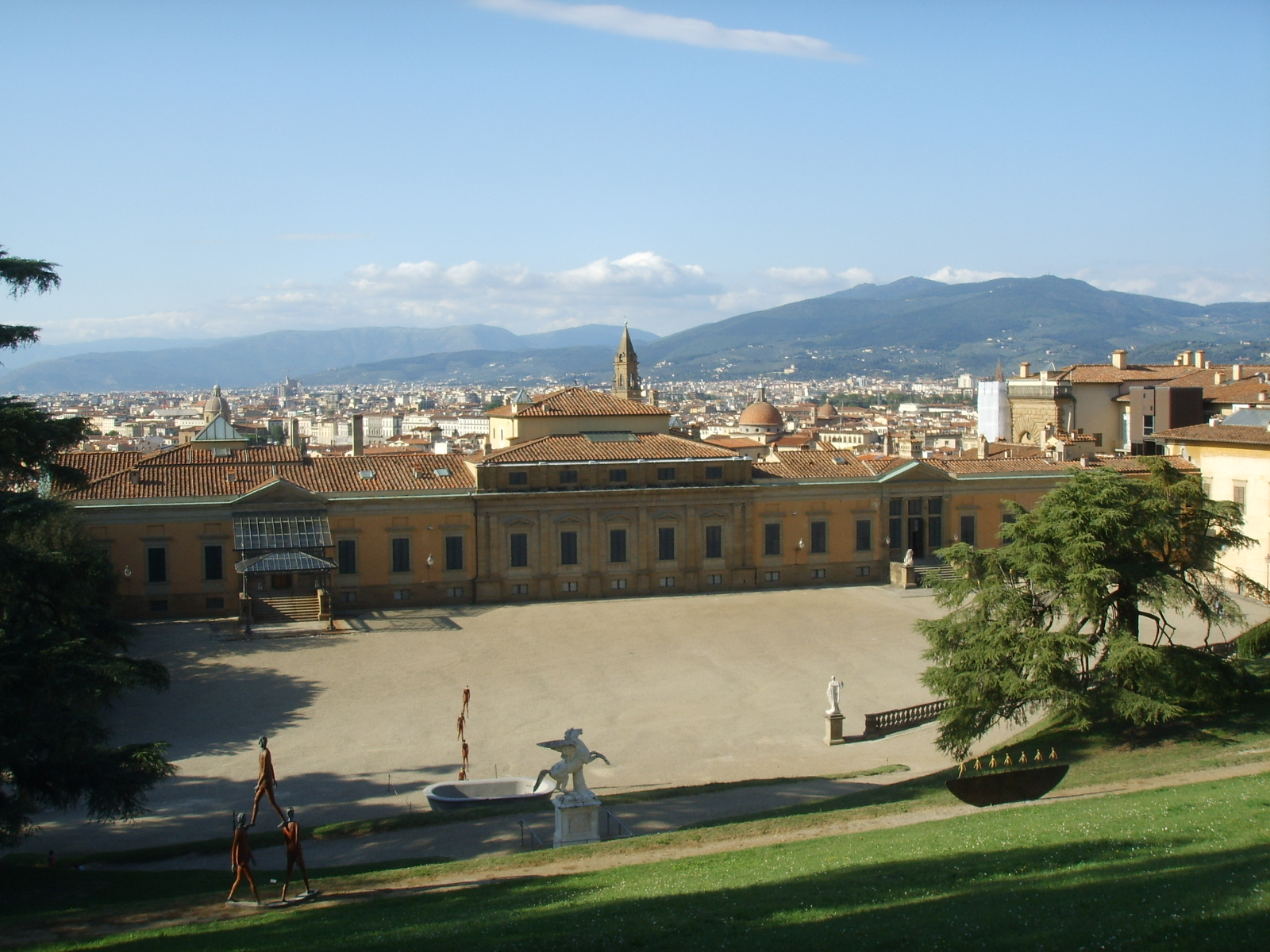
Gaspare Paoletti, palazzina della Meridiana, Firenze
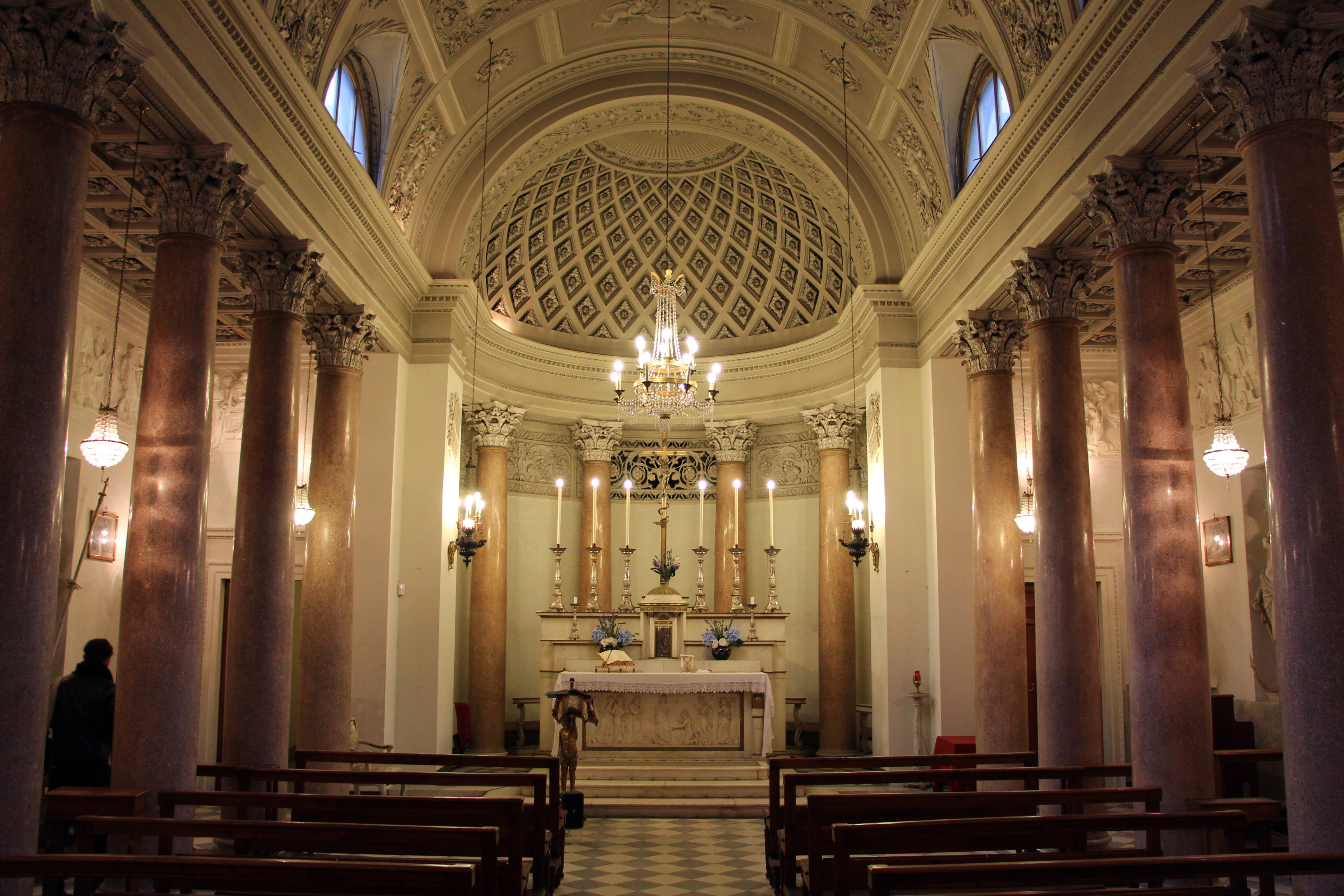
Giuseppe Cacialli, cappella della villa medicea di Poggio Imperiale, Firenze
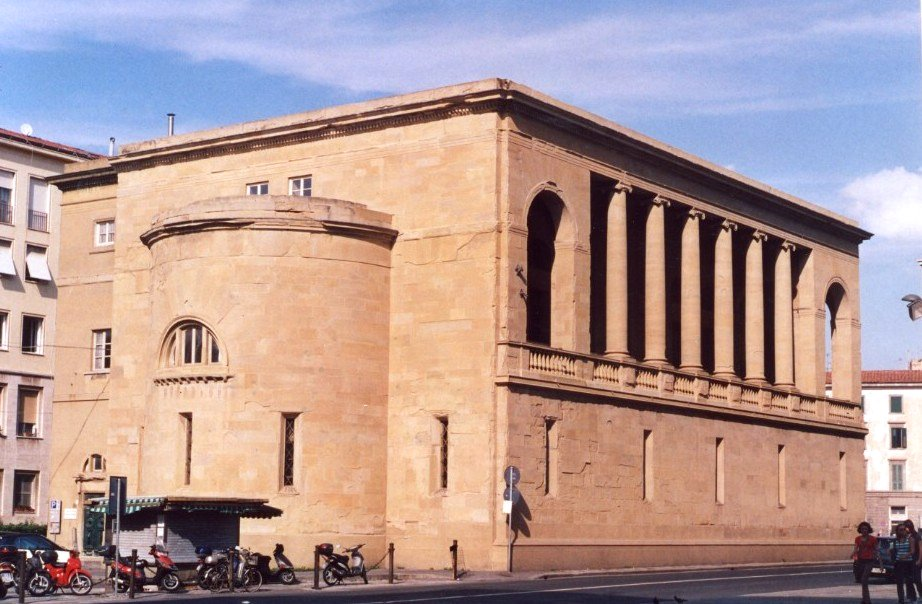
Pasquale Poccianti, Cisternino di città, Livorno
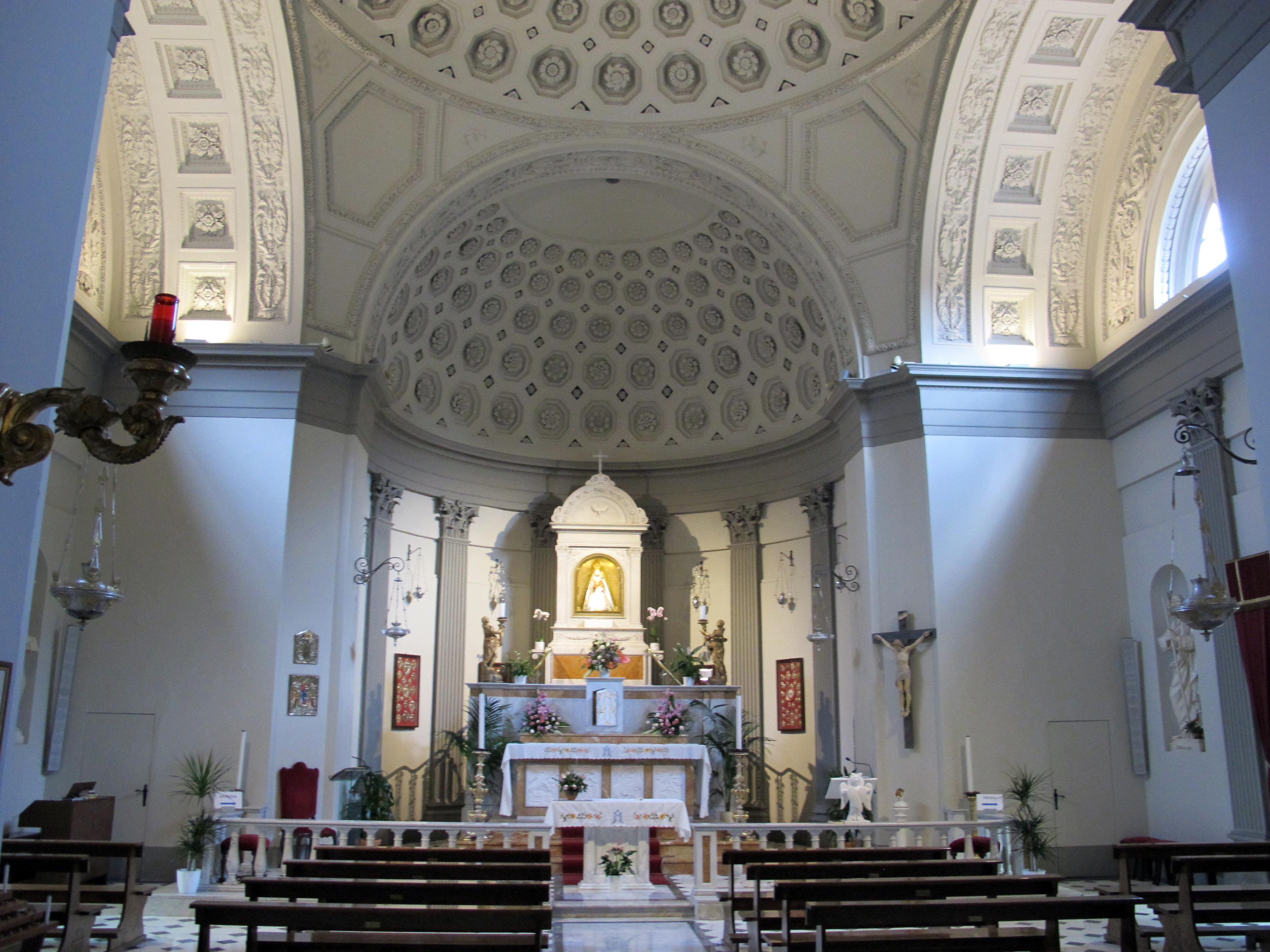
Pasquale Poccianti, cappella della Santa Vergine, San Romano
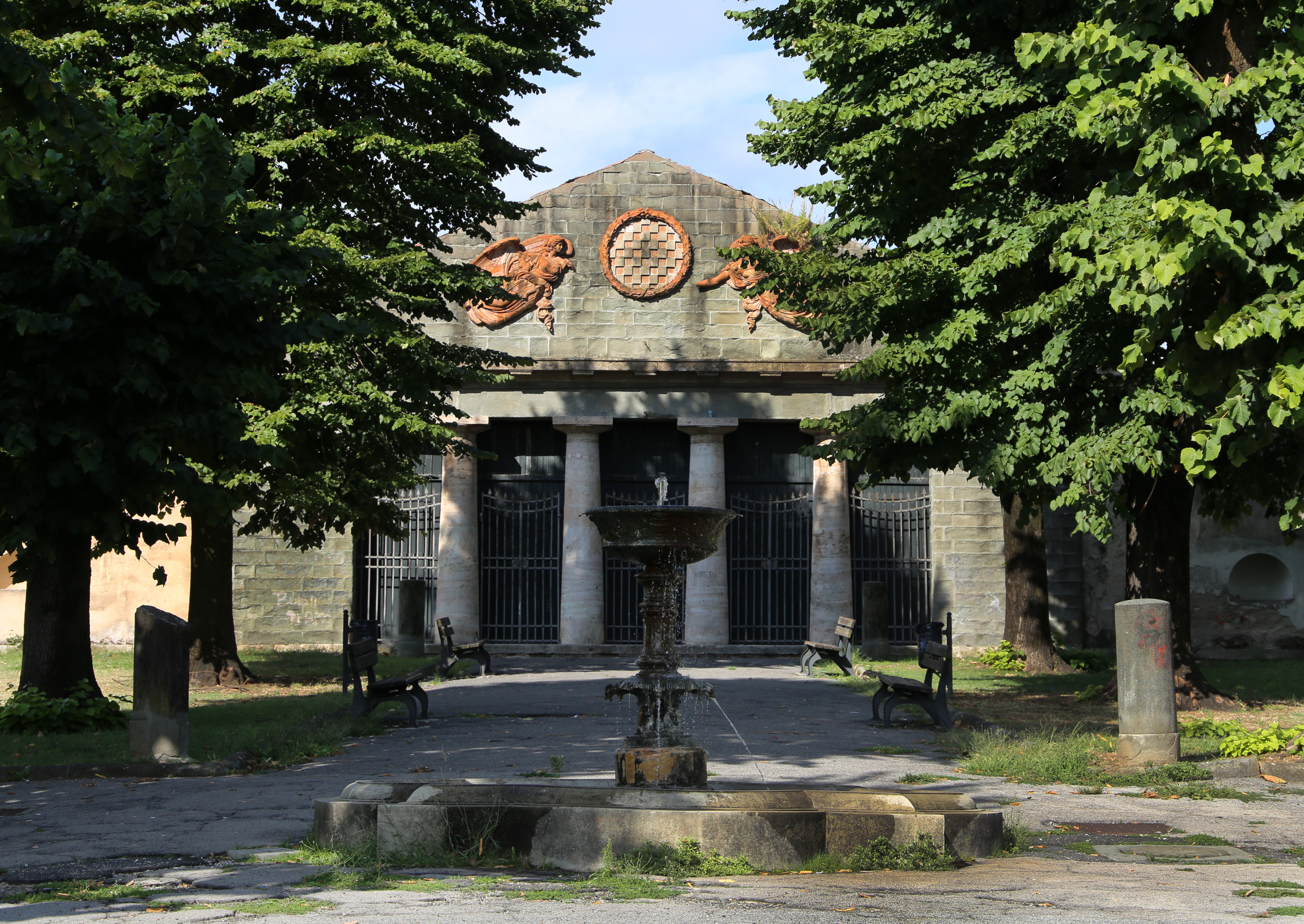
Cosimo Rossi Melocchi, Pantheon degli uomini illustri, Pistoia
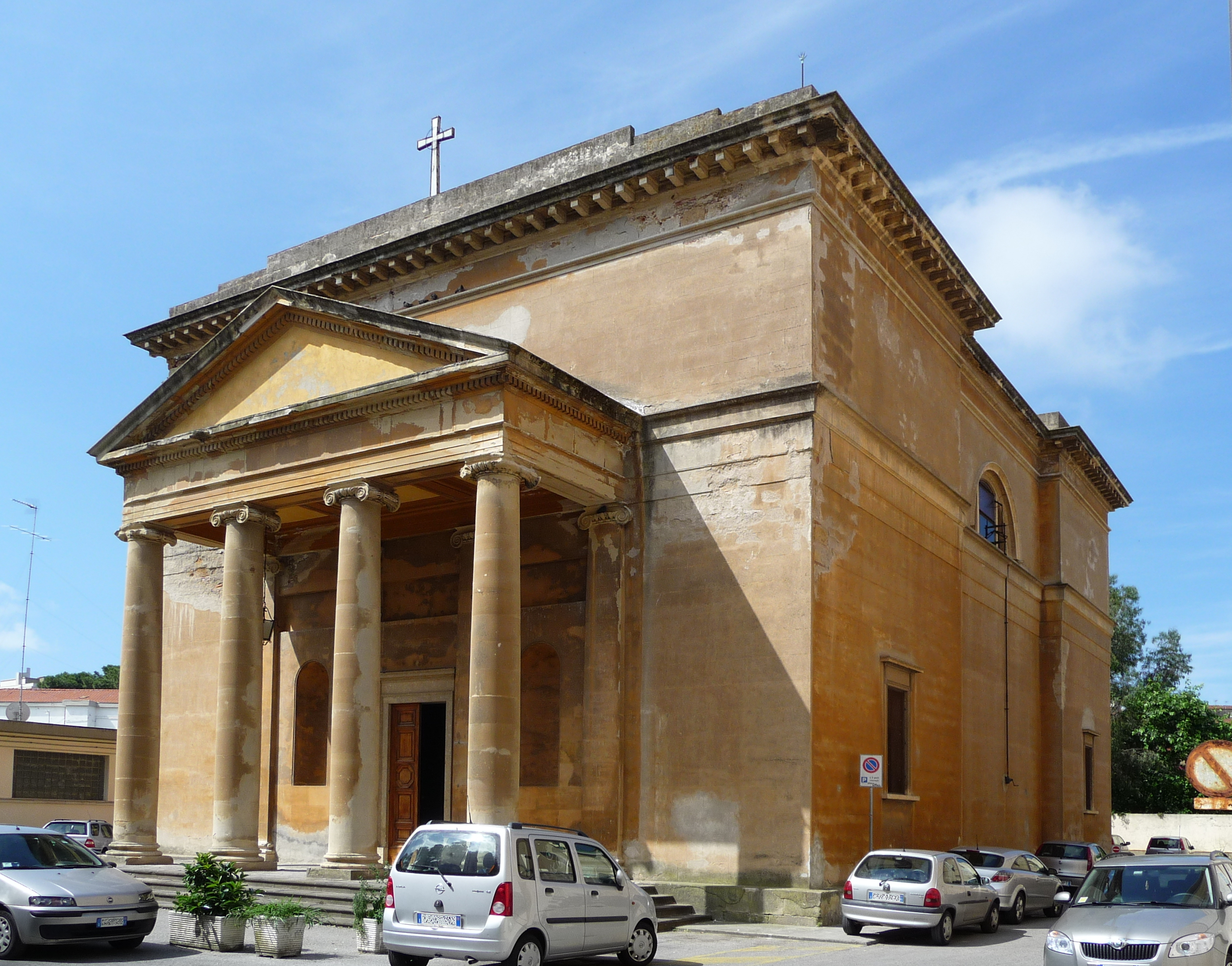
Angiolo della Valle, chiesa di San Giorgio, Livorno
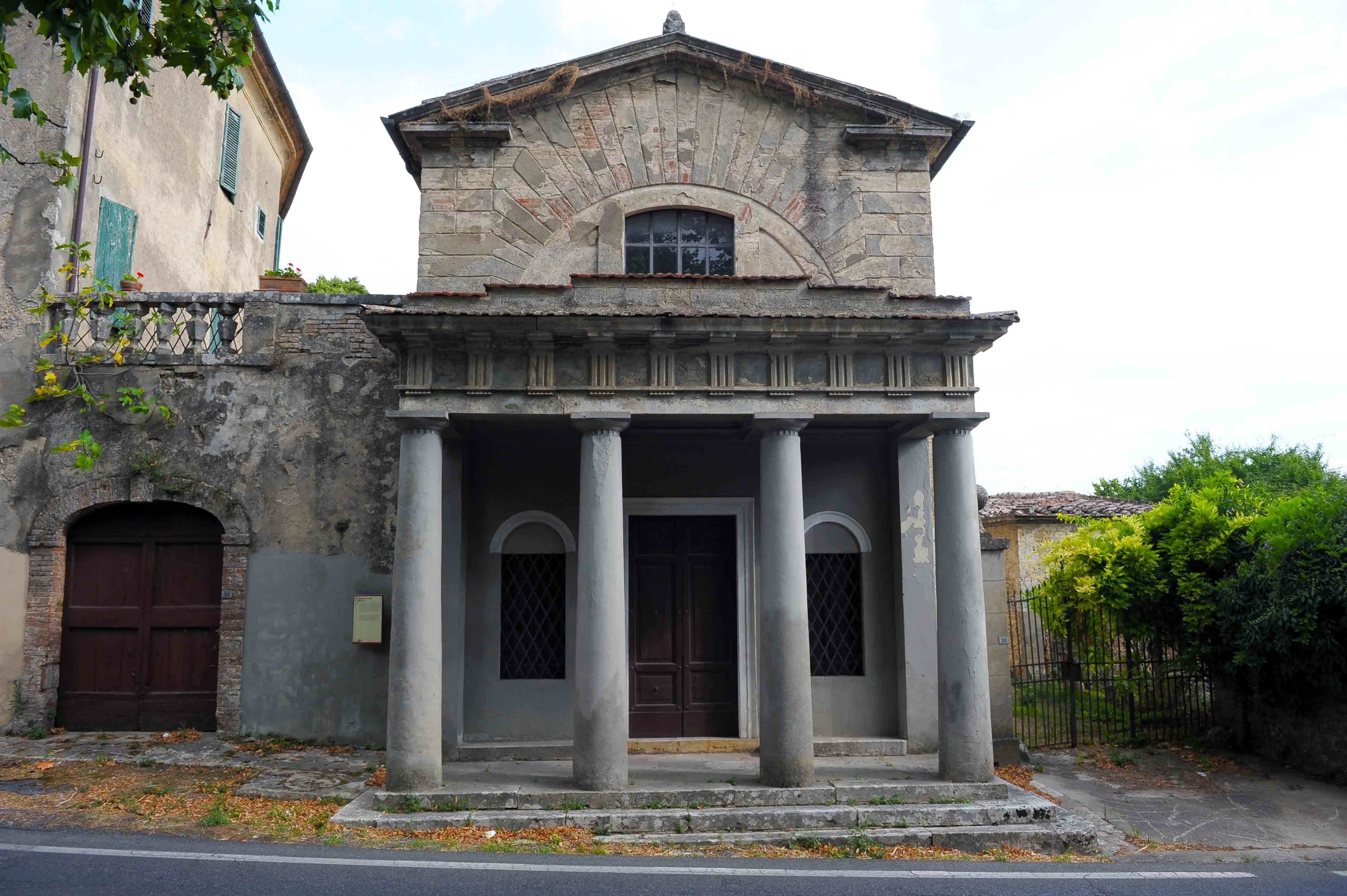
Agostino Fantastici, cappella della Fattoria di Malignano, Sovicille
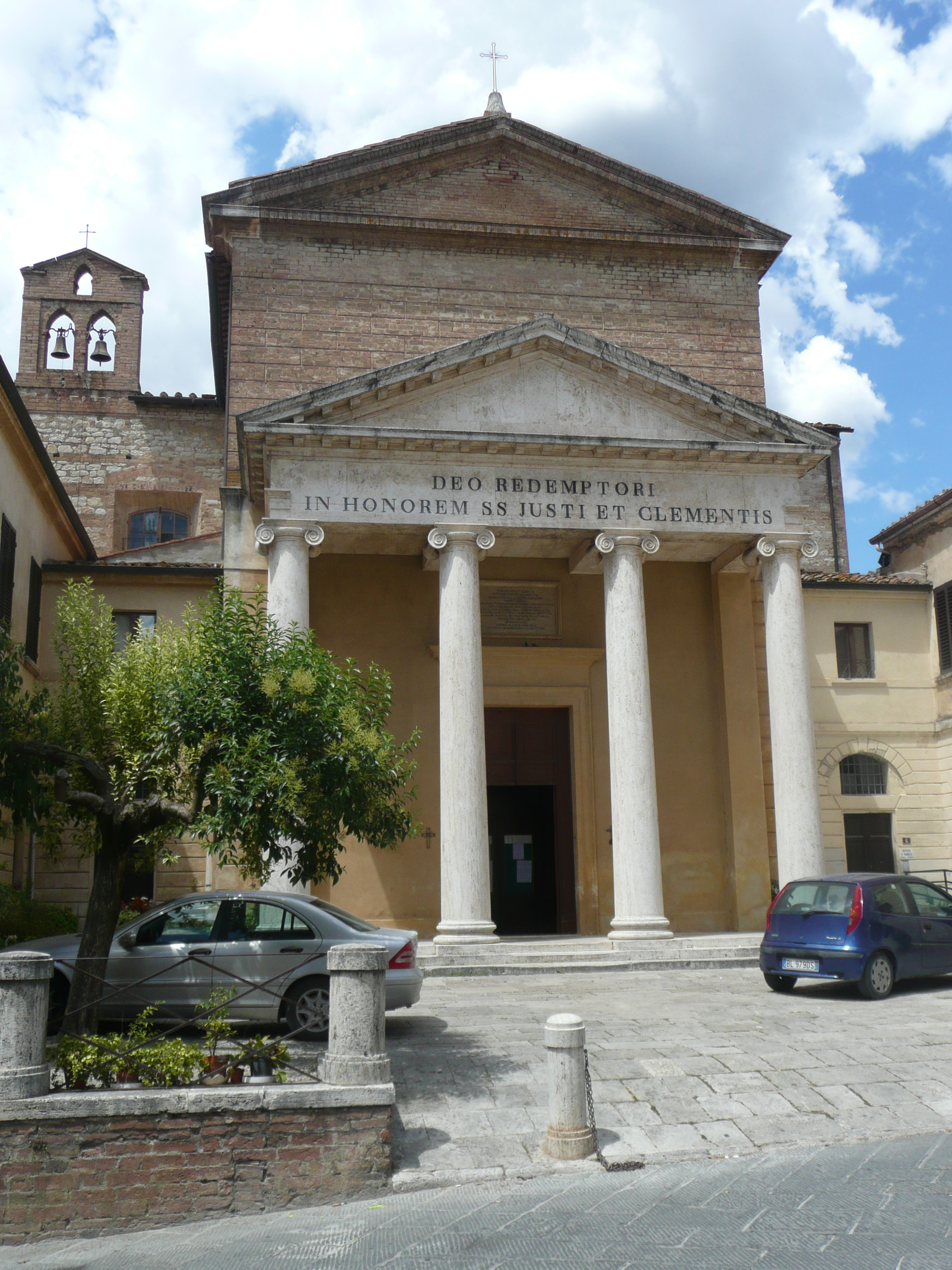
Agostino Fantastici, propositura dei Santi Giusto e Clemente, Castelnuovo Berardenga
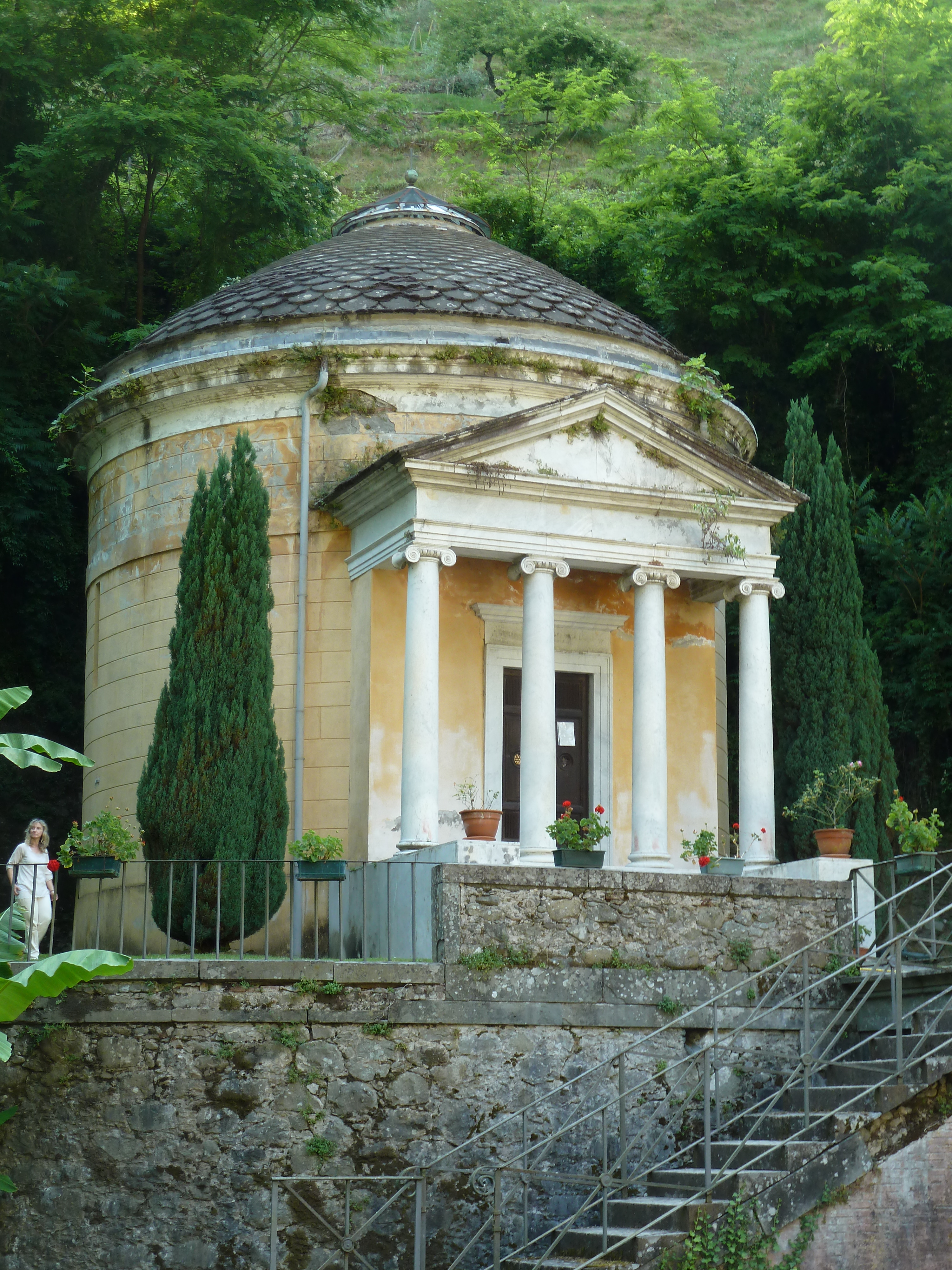
Giacomo Marracci, cappella Demidoff, Bagni di Lucca
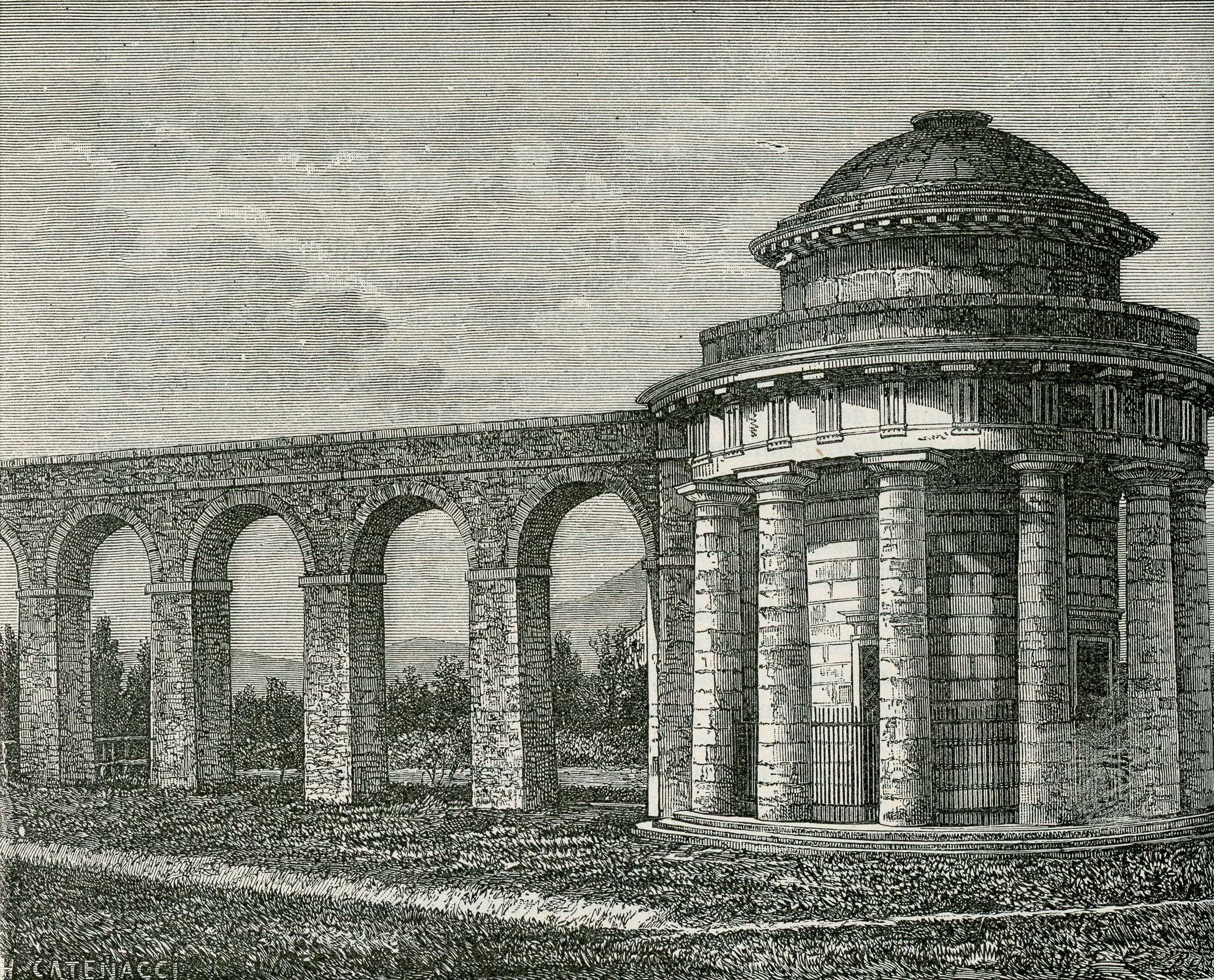
Lorenzo Nottolini, acquedotto, Lucca
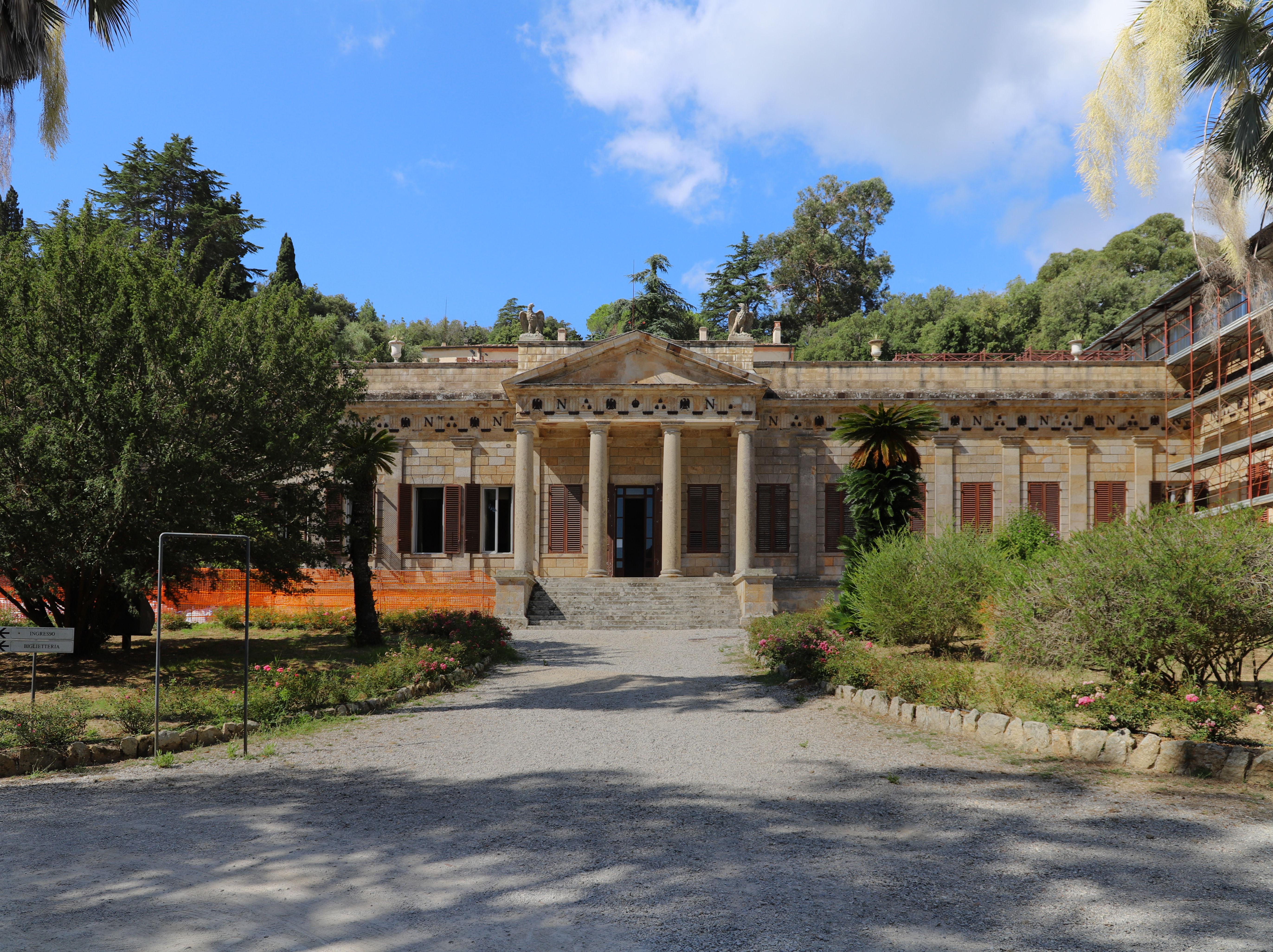
Niccolò Matas, Museo Napoleonico, Portoferraio